# Franciszek (papież)
Franciszek (łac. Franciscus PP., wł. Francesco, hiszp. Francisco; właśc. Jorge Mario Bergoglio SJ; ur. 17 grudnia 1936 w Buenos Aires, zm. 21 kwietnia 2025 w Watykanie) – argentyński duchowny rzymskokatolicki, jezuita, 266. papież i 8. suweren Państwa Watykańskiego w latach 2013–2025.
Arcybiskup metropolita Buenos Aires i prymas Argentyny w latach 1998–2013, kardynał prezbiter w latach 2001–2013, przewodniczący Konferencji Episkopatu Argentyny w latach 2005–2011, sekretarz sekcji ds. migrantów i uchodźców Dykasterii ds. Integralnego Rozwoju Człowieka w latach 2017–2025, prefekt Dykasterii ds. Ewangelizacji w latach 2022–2025.
Po powrocie do zdrowia po ciężkiej chorobie, w 1958 wstąpił do zakonu jezuitów. Święcenia kapłańskie przyjął w 1969, a w latach 1973–1979 był prowincjałem jezuickim w Argentynie. W 1992 mianowany biskupem pomocniczym archidiecezji Buenos Aires oraz biskupem tytularnym Auki, a w 1998 roku został arcybiskupem Buenos Aires. W 2001 kreowany kardynałem prezbiterem z kościołem tytularnym San Roberto Bellarmino. Po rezygnacji Benedykta XVI, 13 marca 2013 wybrany na jego następcę. Imię Franciszek wybrał na cześć św. Franciszka z Asyżu. Był pierwszym papieżem z Ameryki Południowej, a także pierwszym spoza Europy od czasu papieża Grzegorza III (pontyfikat 731–741). Był również pierwszym jezuitą wybranym na papieża i pierwszym zakonnikiem od czasu papieża Grzegorza XVI (pontyfikat 1831–1846). Był poliglotą, posługiwał się językami: hiszpańskim, włoskim, niemieckim, francuskim, łaciną, piemonckim oraz angielskim, znał też portugalski. Na studiach uczył się także klasycznej greki.
Przypisywano mu mniej formalne podejście do papiestwa niż jego poprzednikom. Zdecydował się na przykład zamieszkać w Domus Sanctae Marthae zamiast w papieskim apartamencie Pałacu Apostolskiego. Znany był z troski o potrzebujących i ubogich. Niemal wszystkie należne mu pieniądze przekazywał właśnie im. Tydzień przed swoją śmiercią, odwiedzając jedno z rzymskich więzień, przekazał jego dyrekcji 200 tysięcy euro na spłatę zadłużenia zaciągniętego na powstanie wytwórni makaronu, w której pracują młodociani więźniowie w ramach resocjalizacji. Były to prawie wszystkie środki finansowe, którymi wówczas dysponował.
Był zaangażowany w dialog międzyreligijny. Podtrzymywał tradycyjne poglądy Kościoła na temat aborcji, celibatu i wyświęcania kobiet. Utrzymywał, że Kościół powinien być bardziej otwarty dla członków społeczności LGBT i zezwolił na udzielanie błogosławieństwa parom homoseksualnym we wspólnocie kościoła, sprzeciwiając się jednak stanowczo udzielaniu im sakramentu małżeństwa. Był krytykiem nieokiełznanego kapitalizmu i ekonomii wolnorynkowej, konsumpcjonizmu i nadmiernego rozwoju oraz opowiadał się za podejmowaniem działań w sprawie zmian klimatycznych. W dyplomacji międzynarodowej pomagał w przywróceniu stosunków amerykańsko-kubańskich oraz wspierał sprawę uchodźców podczas kryzysów migracyjnych w Europie i Ameryce Środkowej. Był zdecydowanym przeciwnikiem nacjonalizmu oraz dyskryminacji motywowanej wiarą. Był drugim, po Leonie XIII, najstarszym urzędującym biskupem Rzymu. W 2013 roku został uhonorowany tytułem Człowiek Roku tygodnika „Time”.
Zmarł w Poniedziałek Wielkanocny, 21 kwietnia 2025, o godz. 7:35, wskutek udaru mózgu, czego następstwem była śpiączka i niewydolność krążenia. W tygodniach poprzedzających śmierć rzadziej pojawiał się publicznie z powodu przebytego uprzednio obustronnego zapalenia płuc. Ostatni raz spotkał się z wiernymi w Niedzielę Wielkanocną na placu przed bazyliką św. Piotra w Rzymie.

## Życiorys

### Młodość i wykształcenie
Urodził się 17 grudnia 1936 we Flores, ubogiej dzielnicy Buenos Aires. Był najstarszym z pięciorga dzieci księgowego Maria José Bergoglio (1908–1959) i Reginy Maríi Sívori (1911–1981). Mario Bergoglio był włoskim imigrantem urodzonym w Portacomaro. Regina Sívori była gospodynią domową urodzoną w Buenos Aires w rodzinie pochodzenia północnowłoskiego (piemoncko-genueńskiego). Rodzina Maria José opuściła Włochy w 1929 roku, aby uciec przed faszystowskimi rządami Benita Mussoliniego. Według Maríi Eleny Bergoglio, jedynej żyjącej siostry Jorge (ur. 7 lutego 1948), nie wyemigrowali ze względów ekonomicznych. Jego rodzeństwem byli Alberto Horacio (17 lipca 1942 – 15 czerwca 2010), Oscar Adrián (30 stycznia 1938 - 25 października 1997) i Marta Regina (24 sierpnia 1940 – 11 lipca 2007). Jego siostrzenica, Cristina Bergoglio (ur. 1967), jest malarką mieszkającą w Madrycie.   
W wieku 6 lat uczęszczał do Wilfrid Barón de los Santos Ángeles, szkoły salezjanów, w Ramos Mejía. Uczęszczał do technikum Escuela Técnica Industrial Hipólito Yrigoyen, nazwanego na cześć byłego prezydenta Argentyny. Szkołę ukończył z dyplomem technika chemika. Cierpiał na zagrażające życiu zapalenie płuc i trzy cysty. Niedługo potem wycięto mu fragment prawego płuca.
W wieku 21 lat rozpoczął studia w seminarium, w Villa Devoto koło Buenos Aires. 11 marca 1958 wstąpił do zakonu jezuitów i kontynuował naukę w domach zakonnych; w nowicjacie w Chile zgłębiał nauki humanistyczne, w Colegio Máximo San José w San Miguel koło Buenos Aires obronił licencjat z filozofii, w Colegio de la Inmaculada Concepción w Santa Fe studiował literaturę i psychologię.
W latach 1964–1965 był nauczycielem literatury i psychologii w Colegio de la Inmaculada Concepción w Santa Fe, zaś w 1966 r. w Colegio del Salvador w Buenos Aires. W latach 1967–1970 studiował teologię na wydziale teologicznym Colegio Máximo San José w San Miguel.

### Prezbiter
13 grudnia 1969 roku z rąk arcybiskupa Ramóna José Castellano, emerytowanego metropolity Córdoby, przyjął święcenia kapłańskie, a wieczystą profesję złożył 22 kwietnia 1973.
Po złożeniu ślubów wieczystych w latach 1971–1973 był mistrzem nowicjatu w seminarium w Villa Barilari i, równocześnie, profesorem Wydziału Teologii w Colegio Máximo San José w San Miguel, a od 1972 r. przez rok członkiem konsulty (rady) prowincji jezuickiej San Miguel, wreszcie prowincjałem jezuitów w Argentynie (1973–1979). W 1973 roku zaczęto określać go „głową argentyńskiego kościoła”. Po zakończeniu sprawowania tego urzędu, w 1979 r., przebywał w Niemczech, a następnie w Instituto Secundario „El Salvador” w Córdobie. W tym samym roku (1979) został ponownie rektorem Colegio Máximo de San José w San Miguel (pozostał nim do 1986 r.). We Frankfurcie nad Menem kontynuował naukę na wydziale teologicznym St. Georgen. W latach 1986–1988 był członkiem komitetu redakcyjnego „Boletín de espiritualidad”, a następnie w latach 1990–1991 spowiednikiem w Residencia Mayor w Córdobie.

### Biskup
20 maja 1992 został prekonizowany przez papieża Jana Pawła II biskupem pomocniczym Buenos Aires i biskupem tytularnym Auca. Sakry biskupiej udzielił mu 27 czerwca 1992 arcybiskup Buenos Aires, kardynał Antonio Quarracino, któremu asystowali nuncjusz apostolski w Argentynie, arcybiskup Ubaldo Calabresi, i Emilio Ogñénovich, biskup diecezjalny Mercedes-Luján. 3 czerwca 1997 został przeniesiony na arcybiskupa koadiutora tej archidiecezji, obejmując rządy 28 lutego 1998, po śmierci kardynała Quarracino. 30 listopada 1998 został jednocześnie ordynariuszem dla wiernych rytów orientalnych, mieszkających w Argentynie, nieposiadających własnego ordynariusza. Pełnił funkcje Wielkiego Kanclerza Katolickiego Uniwersytetu Argentyny oraz wiceprzewodniczącego Konferencji Episkopatu Argentyny. W grudniu 2011 r. w związku z ukończeniem 75 lat złożył rezygnację z obowiązków arcybiskupa metropolity Buenos Aires, jednakże papież Benedykt XVI zlecił mu dalsze sprawowanie urzędu i pełnił aż do wyboru na papieża w 2013 r.
Brał udział w sesjach Światowego Synodu Biskupów w Watykanie, w tym w sesji specjalnej poświęconej Kościołowi w Ameryce w listopadzie i grudniu 1997 r.

### Kardynał

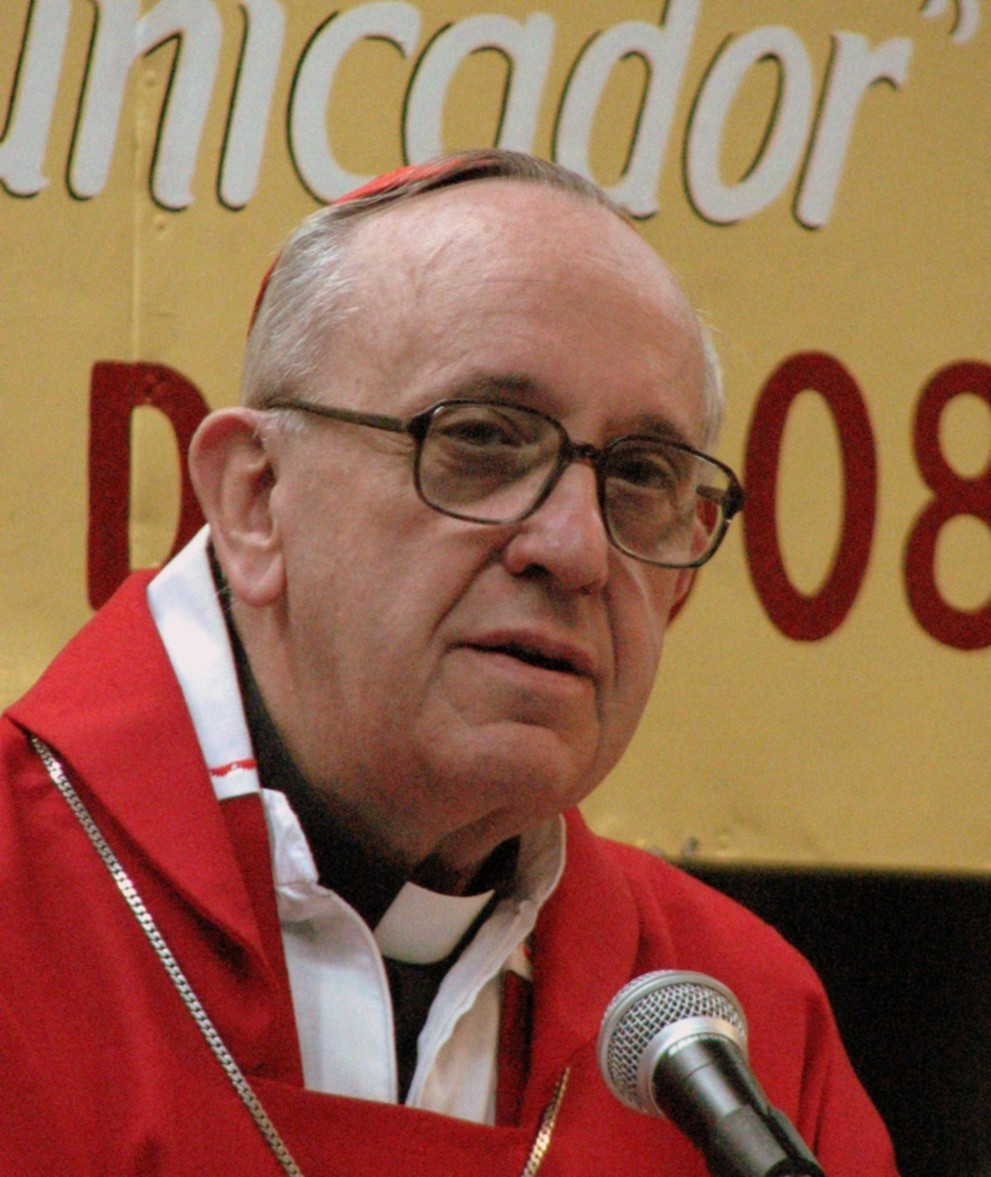
Jorge Bergoglio jako kardynał w 2008

W lutym 2001 r. Jan Paweł II wyniósł go do godności kardynalskiej, nadając tytuł prezbitera San Roberto Bellarmino. Podczas konklawe w kwietniu 2005 r. kardynał Bergoglio był wymieniany w gronie papabile, potencjalnych faworytów do następstwa po zmarłym Janie Pawle II. Mógł być też wspierany przez Carlo Marię Martiniego. Z informacji, jakie udało się zebrać włoskiemu watykaniście Lucio Brunelliemu, Bergoglio w trakcie konklawe 2005 był najpoważniejszym kontrkandydatem dla Ratzingera.
Jako kardynał był członkiem kilku dykasterii Kurii Rzymskiej:
- Kongregacja ds. Kultu Bożego i Dyscypliny Sakramentów,
- Kongregacja ds. Duchowieństwa,
- Kongregacja ds. Instytutów Życia Konsekrowanego i Stowarzyszeń Życia Apostolskiego,
- Papieska Rada ds. Rodziny,
- Papieska Komisja ds. Ameryki Łacińskiej.

W latach 2005–2011 (dwie 3-letnie kadencje) był przewodniczącym Konferencji Episkopatu Argentyny.
Prowadził skromny tryb życia: latami sam sobie gotował, a po mieście poruszał się, korzystając z transportu publicznego. W 2001 r. zrobiło się o nim głośno na świecie po tym, jak odwiedzając hospicjum umył i ucałował stopy 12 osobom chorym na AIDS. Był kibicem i honorowym członkiem argentyńskiego klubu piłkarskiego CA San Lorenzo de Almagro (założonego w 1908 r. przez salezjanina, księdza Lorenzo Massę SDB i nazwanego na cześć świętego Wawrzyńca).

#### Wybór na papieża
13 marca 2013 podczas drugiego dnia konklawe, zwołanego po rezygnacji papieża Benedykta XVI, w piątym głosowaniu został wybrany biskupem Rzymu – 266. papieżem. Tradycyjny biały dym, obwieszczający światu wybór nowej głowy Kościoła, pojawił się o godz. 19:06 czasu rzymskiego.
Franciszek na początku inauguracyjnego wystąpienia odmówił Modlitwę Pańską za swojego poprzednika, Benedykta XVI, z którym 23 marca spotkał się w Castel Gandolfo. Następnie poprosił wiernych o odmówienie modlitwy za swój pontyfikat, po czym udzielił pierwszego błogosławieństwa Urbi et Orbi. Wezwał też do modlitwy o ogólnoświatowe braterstwo.
Wybór imienia podyktowany został chęcią zajęcia się problemami biednych i nędzarzy, na wzór św. Franciszka z Asyżu, jak to zostało zakomunikowane przez elekta kardynałom tuż po wyborze.

### Pontyfikat

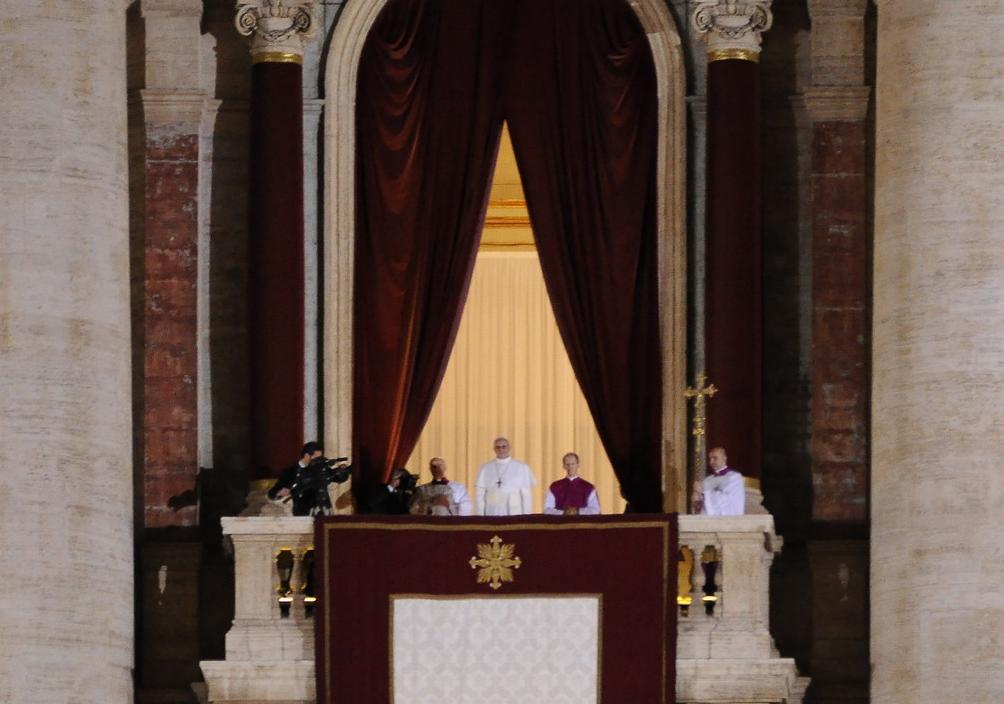
Pierwsze spotkanie z wiernymi po konklawe (2013)

Już dzień po wyborze papież Franciszek opuścił mury Watykanu, udając się do bazyliki Matki Bożej Większej. Miejsce to jest szczególne dla zakonu jezuitów – tam pierwszą mszę św. odprawił św. Ignacy Loyola.
Papież Franciszek zachował biskupią dewizę Miserando atque eligendo zaczerpniętą z komentarza do powołania św. Mateusza (Mt 9,9), św. Bedy Czcigodnego (Homila 21; CCL 122, 149-151). 18 marca 2013 podano także, że papież Franciszek zatrzyma swój dotychczasowy herb. Został on jednak lekko zmodyfikowany, aby symbole były bardziej czytelne. Dotychczasową pięcioramienną gwiazdę zastąpiono ośmioramienną nawiązującą do ośmiu ewangelicznych błogosławieństw, zaś szpikanardowi – symbolowi św. Józefa – nadano wyraźny wygląd kwiatu, aby nie mylił się z winogronem. Uroczysta inauguracja pontyfikatu Franciszka odbyła się 19 marca 2013. Według źródeł watykańskich we mszy św. inauguracyjnej wzięło udział ok. 200 tys. wiernych.
20 marca 2013 papież Franciszek mianował swoim osobistym sekretarzem ks. prałata Alfreda Xuereba.
7 kwietnia 2013 odbył się ingres do bazyliki św. Jana na Lateranie, która była jego katedrą jako biskupa Rzymu. Podczas ingresu Franciszek po raz pierwszy podczas swego pontyfikatu użył srebrnej feruli Pawła VI, mającej formę lekko zagiętego krzyża z pasyjką, używanej m.in. przez Jana Pawła II w czasie jego pontyfikatu.
W dniu 5 lipca 2013 została opublikowana pierwsza encyklika papieża Franciszka nosząca tytuł Lumen Fidei. Papież, 13 czerwca 2013 podczas spotkania z członkami Rady Sekretariatu Synodu Biskupów, przyznał, iż szybkie tempo powstania pierwszej encykliki zawdzięcza rozpoczęciu pracy nad nią jeszcze przez swego poprzednika Benedykta XVI. Również 5 lipca 2013 doszło do historycznego wspólnego udziału dwóch papieży – Franciszka i Benedykta XVI – w ceremonii odsłonięcia nowego pomnika Michała Archanioła w Ogrodach Watykańskich. Papież Franciszek był wspierany w pisaniu swoich mów przez ks. Paolo Luca Braidę.
6 sierpnia 2013 papież Franciszek otrzymał honorową Nagrodę im. Martina Fierro przyznaną przez argentyńską telewizję za prowadzenie programu religijnego. Jako arcybiskup Buenos Aires prowadził on 32 odcinki programu „Biblia, diálogo vigente”, który był emitowany w 2012 roku w należącej do stołecznej archidiecezji stacji Canal 21.

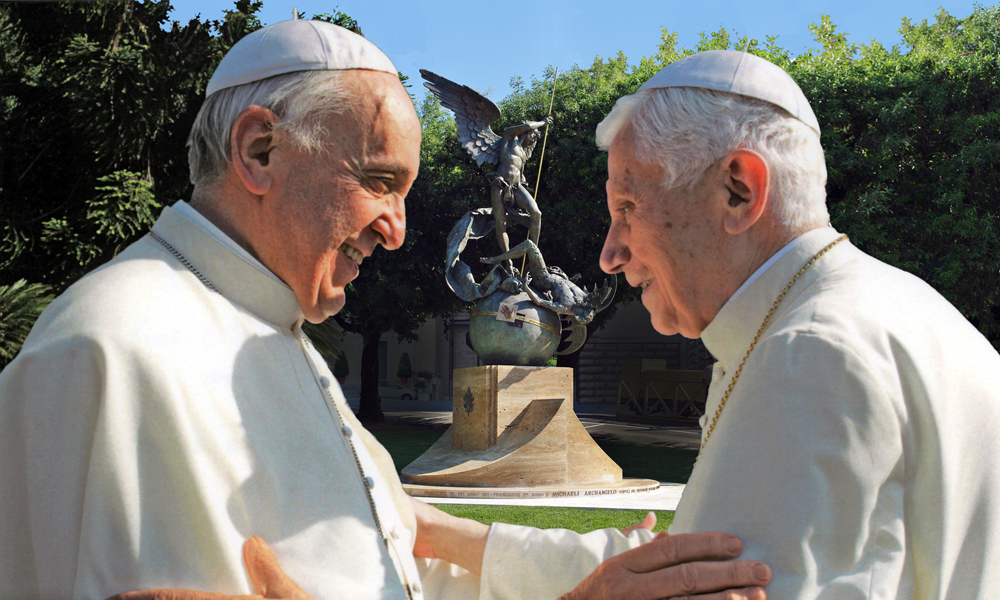
Papież Franciszek razem ze swoim poprzednikiem emerytowanym papieżem Benedyktem XVI podczas uroczystości odsłonięcia pomnika Michała Archanioła przed budynkiem gubernatorstwa Państwa Watykańskiego (2013)

24 listopada 2013 podczas uroczystej mszy św. kończącej Rok Wiary, ustanowiony przez Benedykta XVI, papież Franciszek ogłosił swoją pierwszą adhortację noszącą tytuł Evangelii gaudium (pol. Radość Ewangelii), której oficjalna prezentacja odbyła się 26 listopada.

27 kwietnia 2014 w Niedzielę Miłosierdzia Bożego papież Franciszek podczas uroczystej eucharystii na placu Świętego Piotra po raz pierwszy w historii dokonał kanonizacji dwóch swoich poprzedników Jana XXIII i Jana Pawła II. 18 czerwca 2015 w Watykanie zaprezentowano drugą encyklikę Papieża Laudato si', poruszającą tematykę ochrony środowiska.
12 lutego 2016 na Kubie papież Franciszek jako pierwszy w historii zwierzchnik Kościoła katolickiego spotkał się ze zwierzchnikiem Kościoła prawosławnego Rosji – patriarchą moskiewskim i całej Rusi Cyrylem I, gdzie punktem kulminacyjnym tego spotkania było podpisanie wspólnej katolicko-prawosławnej deklaracji. 19 marca papież ogłosił drugą adhortację Amoris Laetitia, którą zaprezentowano w Watykanie 8 kwietnia.
8 marca 2020, w związku z pandemią COVID-19, po raz pierwszy w historii papież Franciszek przewodniczył modlitwie Anioł Pański z Biblioteki Watykańskiej. Taka sama sytuacja miała miejsce trzy dni później, gdy audiencja generalna z papieżem odbyła się bez udziału wiernych w Bibliotece Watykańskiej. 27 marca 2020 papież uczestniczył w celebracji liturgicznej w związku z pandemią COVID-19 bez obecności wiernych na placu św. Piotra i udzielając na koniec nadzywczajnego błogosławieństwa Urbi et Orbi w drzwiach bazyliki św. Piotra. Błogosławieństwu nie towarzyszyła modlitwa, a zostało ono udzielone Najświętszym Sakramentem.
3 października 2020, zgodnie z zapowiedzią z dnia 5 września 2020, w Asyżu podpisał swoją trzecią encyklikę Fratelli tutti o braterstwie i przyjaźni społecznej.
11 stycznia 2021 opublikowanym w motu proprio Spiritus Domini papież dokonał zmiany w prawie kanonicznym zezwalając kobietom na posługę akolity i lektora.
16 lipca 2021 papież Franciszek wydał list apostolski motu proprio Traditionis custodes, którym ograniczył możliwość korzystania z tak zwanej liturgii przedsoborowej. Zniósł tym samym uprawnienia udzielone przez swych poprzedników, a w szczególności przez Benedykta XVI, który w motu proprio Summorum Pontificum udostępnił wszystkim przedsoborową liturgię. Zgodnie z Traditionis custodes wydawanie zezwolenia na posługiwanie się Mszałem z 1962 r. powraca do wyłącznych kompetencji biskupa, który ma się upewnić, że grupy, które się nim posługują, nie podważają reformy liturgicznej i nauczania papieży.
25 lutego 2022 papież Franciszek udał się do ambasady Rosji przy Watykanie, aby wyrazić ból i cierpienie z powodu rozpoczętej przez Rosję inwazji na Ukrainę.

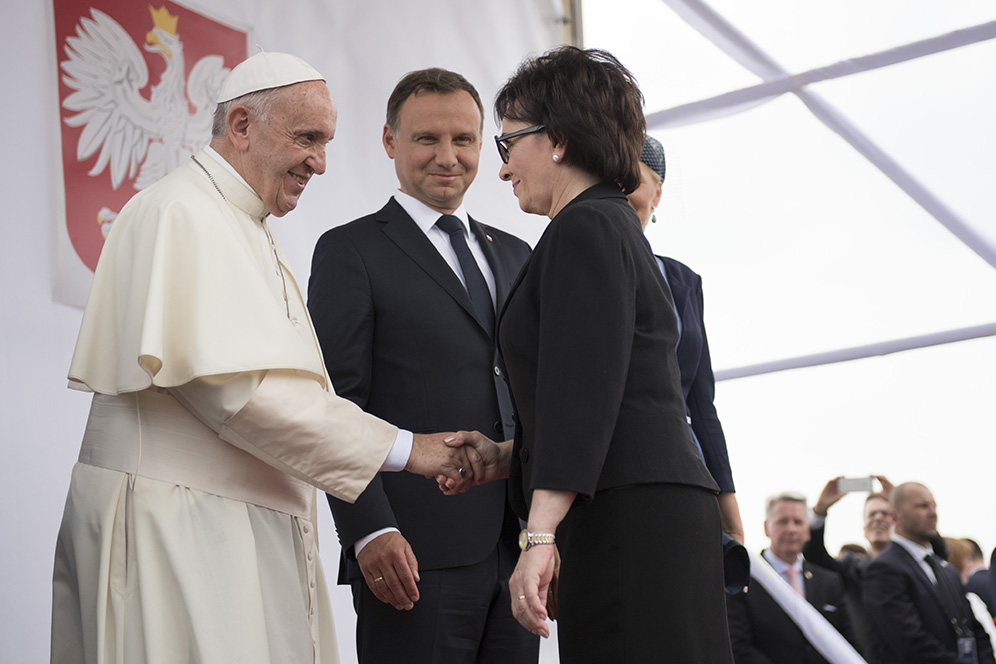
Papież Franciszek z prezydentem Andrzejem Dudą i minister Elżbietą Witek podczas Światowych Dni Młodzieży w Krakowie (2016)

Na początku marca 2022 roku papież Franciszek wysłał na pomoc Ukrainie dwóch kardynałów. Specjalnymi wysłannikami papieża byli kardynał Konrad Krajewski, jałmużnik papieski oraz kardynał Michael Czerny, prefekt Dykasterii ds. Integralnego Rozwoju Człowieka. Misja, która obejmowała kilka podróży, została uznana za niezwykłe posunięcie dyplomacji watykańskiej.
25 marca 2022, na zakończenie nabożeństwa pokutnego w bazylice św. Piotra, papież Franciszek dokonał aktu poświęcenia Rosji i Ukrainy Niepokalanemu Sercu Maryi.

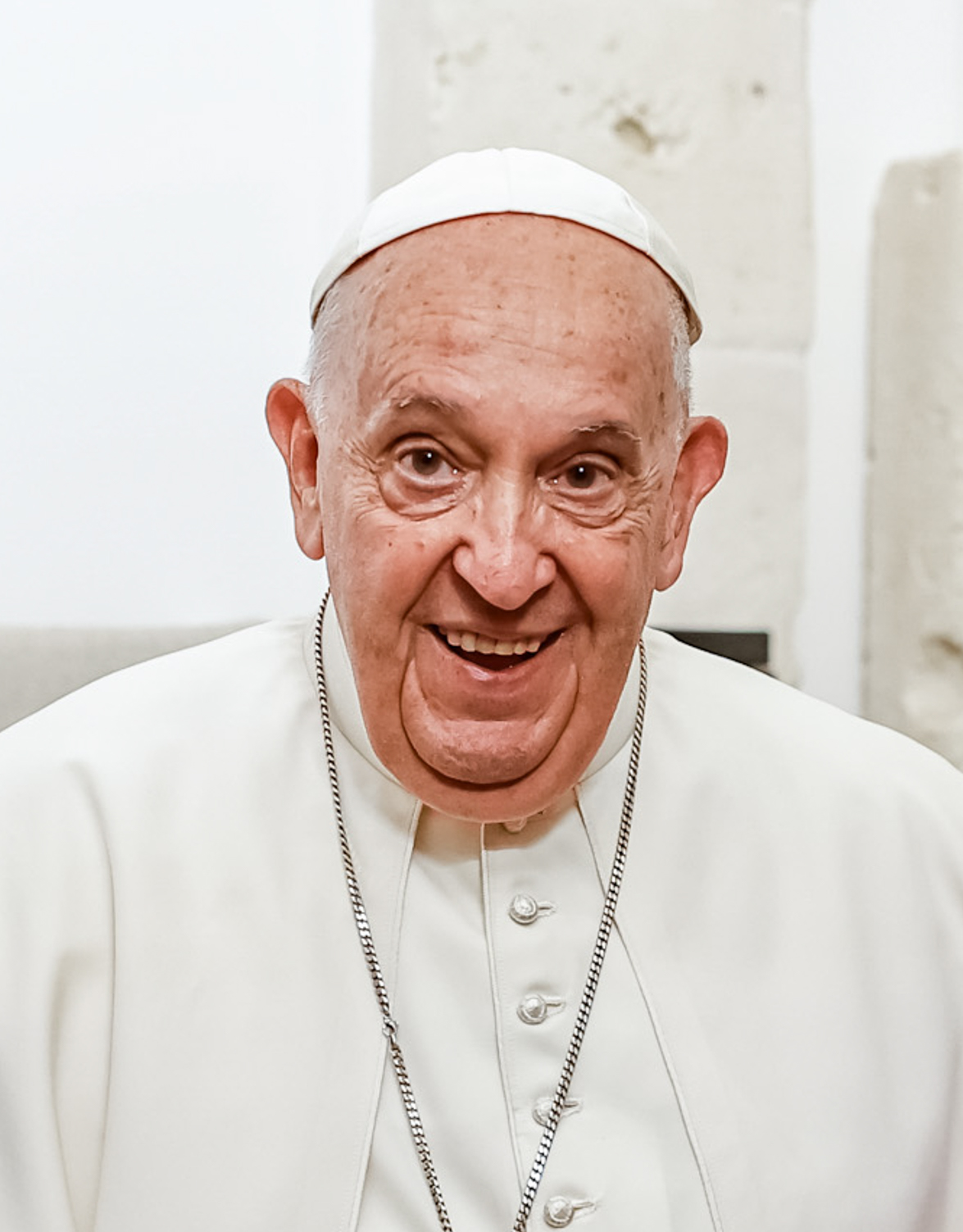
Papież Franciszek (2024)

W związku z reformą Kurii Rzymskiej ogłoszoną w konstytucji apostolskiej Praedicate Evangelium z dniem 5 czerwca 2022 został również prefektem nowo powstałej Dykasterii ds. Ewangelizacji, utworzonej z połączenia Kongregacji ds. Ewangelizacji Narodów oraz Papieskiej Rady ds. Nowej Ewangelizacji.
W opublikowanym przez hiszpański dziennik „ABC” wywiadzie papież Franciszek ujawnił, że podpisał list rezygnacyjny w przypadku, gdyby doszło do „ciężkiego i trwałego problemu zdrowotnego”, który uniemożliwiłby mu sprawowanie posługi piotrowej.
5 stycznia 2023 papież Franciszek jako pierwszy w historii Kościoła biskup Rzymu, przewodniczył na placu świętego Piotra uroczystościom pogrzebowym swojego poprzednika, emerytowanego papieża Benedykta XVI, zmarłego 31 grudnia 2022.	
24 października 2024 Franciszek wydał swoją czwartą encyklikę Dilexit nos o wymiarze głównie teologicznym, poświęconą tradycyjnemu nauczaniu Kościoła i świętych o Najświętszym Sercu Jezusa. Nawiązuje w niej do myśli mistyków, świętych oraz papieży, zwłaszcza przedsoborowych: Leona XIII, Piusa XI czy Piusa XII, staje w obronie pobożności ludowej, wzywa do odnowienia nabożeństwa do Serca Jezusa w czasach współczesnych, w obliczu wielu pilnych wyzwań, które się z nimi wiążą. Encyklika została pozytywnie odebrana zarówno wśród liberalnych, jak i konserwatywnych katolików, którzy docenili przedstawienie w niej tradycyjnego nauczania Kościoła.

### Choroba i śmierć
31 grudnia 2020 Franciszek ze względu na rwę kulszową nie przewodniczył I Nieszporom Uroczystości Świętej Bożej Rodzicielki Maryi, było to pierwsze wydarzenie, z którego papież musiał zrezygnować z powodów zdrowotnych. 4 lipca 2021 papież Franciszek w klinice Gemelli został poddany zabiegowi chirurgicznemu uchyłkowatości okrężnicy, który polegał na wycięciu części jelita grubego. W maju 2022 papież po raz pierwszy pojawił się publicznie na wózku inwalidzkim. Od 29 marca do 1 kwietnia 2023 papież Franciszek przebywał w klinice Gemelli, z powodu zapalenia oskrzeli, natomiast 7 czerwca 2023 przeszedł operację z powodu niedrożności jelit metodą laparotomii. W lutym i marcu 2024 oraz 5 lutego 2025 papież z powodu problemów z głosem nie mógł odczytać katechezy w czasie środowych audiencji generalnych. 14 lutego 2025 trafił w stanie krytycznym do kliniki Gemelli z powodu trwającego od kilku dni silnego zapalenia oskrzeli, jego pobyt w szpitalu trwał do 23 marca tego samego roku. 
W Niedzielę Wielkanocną, 20 kwietnia 2025 Franciszek pojawił się na balkonie bazyliki św. Piotra na odczytane w jego imieniu błogosławieństwo Urbi et Orbi, jednocześnie złożył wiernym świąteczne życzenia - było to jego ostatnie publiczne wystąpienie. 
Następnego dnia, 21 kwietnia 2025, w Poniedziałek Wielkanocny, około godziny 5:30, doszło do pogorszenia stanu zdrowia papieża, który doznał udaru mózgu w swoim mieszkaniu w Domu Świętej Marty i zapadł w śpiączkę. Doszło także do nieodwracalnej zapaści kardiologicznej. Franciszek zmarł o godz. 7:35, a informację o śmierci podał o godz. 9:47 kardynał kamerling Kevin Farrell. W oficjalnym raporcie dyrektor watykańskiej służby zdrowia profesor Andrea Arcangeli poinformował, że papież zmagał się dodatkowo z nadciśnieniem tętniczym i cukrzycą typu II.

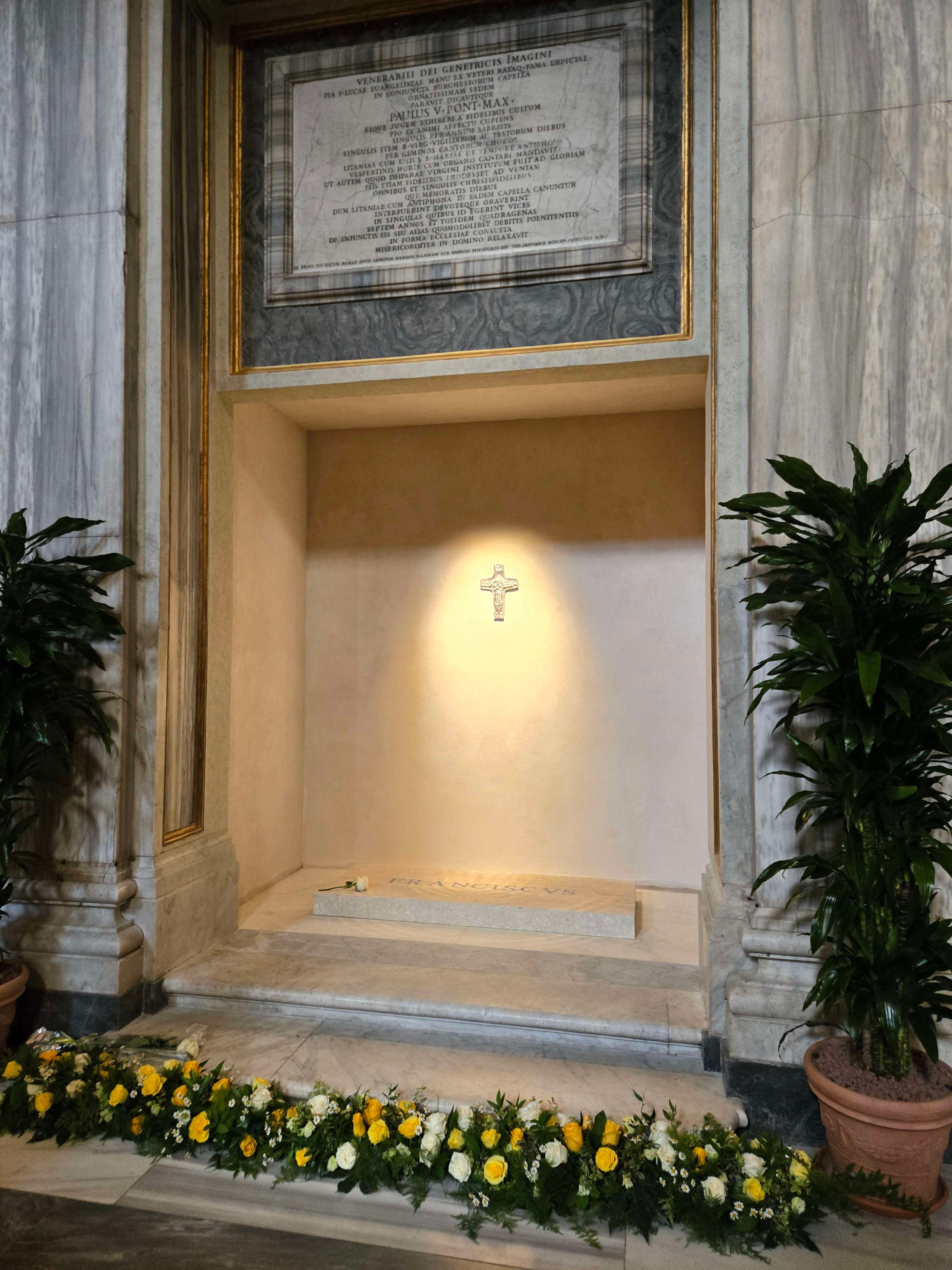
Grób papieża Franciszka w bazylice Matki Bożej Większej

22 kwietnia 2025 od godzin wczesnoporannych zabalsamowane ciało papieża Franciszka było wystawione w otwartej trumnie w kaplicy Domu Świętej Marty, gdzie mogli je nawiedzać pracownicy Stolicy Apostolskiej oraz ich rodziny. Następnego dnia trumna z ciałem Franciszka została przeniesiona w uroczystej procesji pod przewodnictwem kardynała kamerlinga Kevina Farrella do Bazyliki św. Piotra, gdzie ustawiono ją przy ołtarzu konfesji św. Piotra, dając wiernym możliwość oddania hołdu zmarłemu papieżowi do 25 kwietnia 2025.
Pogrzeb Franciszka odbył się 26 kwietnia 2025 o godz. 10:00 na placu św. Piotra pod przewodnictwem kardynała Giovanniego Battisty Re – dziekana kolegium kardynalskiego. W uroczystości uczestniczyło 160 delegacji i kilkudziesięciu światowych przywódców, wśród nich prezydent Stanów Zjednoczonych Donald Trump, prezydent Argentyny Javier Milei, prezydent Włoch Sergio Mattarella i prezydent Ukrainy Wołodymyr Zełenski. Po uroczystościach, trumna z ciałem Franciszka wyruszyła w kondukcie liczącą 6 km trasą do bazyliki Matki Bożej Większej, gdzie podczas ceremonii o charakterze prywatnym zgodnie z wolą papieża została złożona w prostym ziemnym grobie z płytą z jedynym napisem: Franciscus, nad którym umieszczono reprodukcję krzyża, który nosił na piersi. Miejsce pochówku Franciszka wykonano z marmuru z Ligurii – regionu pochodzenia rodziny matki papieża, w niszy w nawie bocznej między Kaplicą Sforza a Kaplicą Paulińską, mieszczącą ikonę Salus Populi Romani, przed którą zmarły modlił się ponad 100 razy w trakcie swojego pontyfikatu.
Franciszek jest pierwszym papieżem pochowanym poza Watykanem od ponad 120 lat.

### Nominacje kardynalskie
Franciszek zwołał 10 konsystorzy zwyczajnych, podczas których kreował 163 kardynałów, w tym arcybiskupa Roberta Prevosta, późniejszego papieża Leona XIV.

### Beatyfikowani i kanonizowani przez Franciszka
Papież Franciszek ogłosił 1541 błogosławionych, w tym dwóch swoich poprzedników Pawła VI i Jana Pawła I i trzech poprzez beatyfikacje równoważną oraz 942 świętymi, w tym trzech swoich poprzedników Jana XXIII, Pawła VI i Jana Pawła II i dziesięciu błogosławionych poprzez kanonizacje równoważną.

## Tablica przodków
| Tablica rodowodowa                                    |                                                                                      |                                                                                      |                                                                                      |                                                                                      |                                                                                    |                                                                                    |                                                                                    |                                                                                    |
| Prapradziadkowie                                      | José Bergoglio María Giacchino                                                       |                                                                                      | César Vasallo María Sugliano                                                         | José Crema Ángela María Marchisio                                                    | Antonio Sívori (24.01.1813–09.02.1871) Catalina Daneri (1812–02.02.1886)           | José Sturla Magdalena Pinasco                                                      | Jaime Gogna                                                                        | Juan Demergazzo María                                                              |
| Pradziadkowie                                         | Francisco Bergoglio María Teresa Bugnano                                             | Francisco Bergoglio María Teresa Bugnano                                             | Pedro Vasallo Ángela Crema                                                           | Pedro Vasallo Ángela Crema                                                           | Vicente Jerónimo Sívori (20.01.1850–?) Catalina Sturla (1849–?)                    | Vicente Jerónimo Sívori (20.01.1850–?) Catalina Sturla (1849–?)                    | Pedro Juan Gogna Regina Demergazzo                                                 | Pedro Juan Gogna Regina Demergazzo                                                 |
| Dziadkowie                                            | Juan Ángel Bergoglio (13.08.1884–30.10.1964) Rosa Margarita Vasallo (zm. 01.08.1974) | Juan Ángel Bergoglio (13.08.1884–30.10.1964) Rosa Margarita Vasallo (zm. 01.08.1974) | Juan Ángel Bergoglio (13.08.1884–30.10.1964) Rosa Margarita Vasallo (zm. 01.08.1974) | Juan Ángel Bergoglio (13.08.1884–30.10.1964) Rosa Margarita Vasallo (zm. 01.08.1974) | Francisco Sívori (12.03.1874–29.07.1954) María Gogna (03.06.1887–?)                | Francisco Sívori (12.03.1874–29.07.1954) María Gogna (03.06.1887–?)                | Francisco Sívori (12.03.1874–29.07.1954) María Gogna (03.06.1887–?)                | Francisco Sívori (12.03.1874–29.07.1954) María Gogna (03.06.1887–?)                |
| Rodzice                                               | Mario José Bergoglio (02.04.1908–1959) Regina María Sívori (28.11.1911–08.01.1981)   | Mario José Bergoglio (02.04.1908–1959) Regina María Sívori (28.11.1911–08.01.1981)   | Mario José Bergoglio (02.04.1908–1959) Regina María Sívori (28.11.1911–08.01.1981)   | Mario José Bergoglio (02.04.1908–1959) Regina María Sívori (28.11.1911–08.01.1981)   | Mario José Bergoglio (02.04.1908–1959) Regina María Sívori (28.11.1911–08.01.1981) | Mario José Bergoglio (02.04.1908–1959) Regina María Sívori (28.11.1911–08.01.1981) | Mario José Bergoglio (02.04.1908–1959) Regina María Sívori (28.11.1911–08.01.1981) | Mario José Bergoglio (02.04.1908–1959) Regina María Sívori (28.11.1911–08.01.1981) |
| Jorge Mario Bergoglio, papież (17.12.1936–21.04.2025) |                                                                                      |                                                                                      |                                                                                      |                                                                                      |                                                                                    |                                                                                    |                                                                                    |                                                                                    |

## Zwyczaje Franciszka

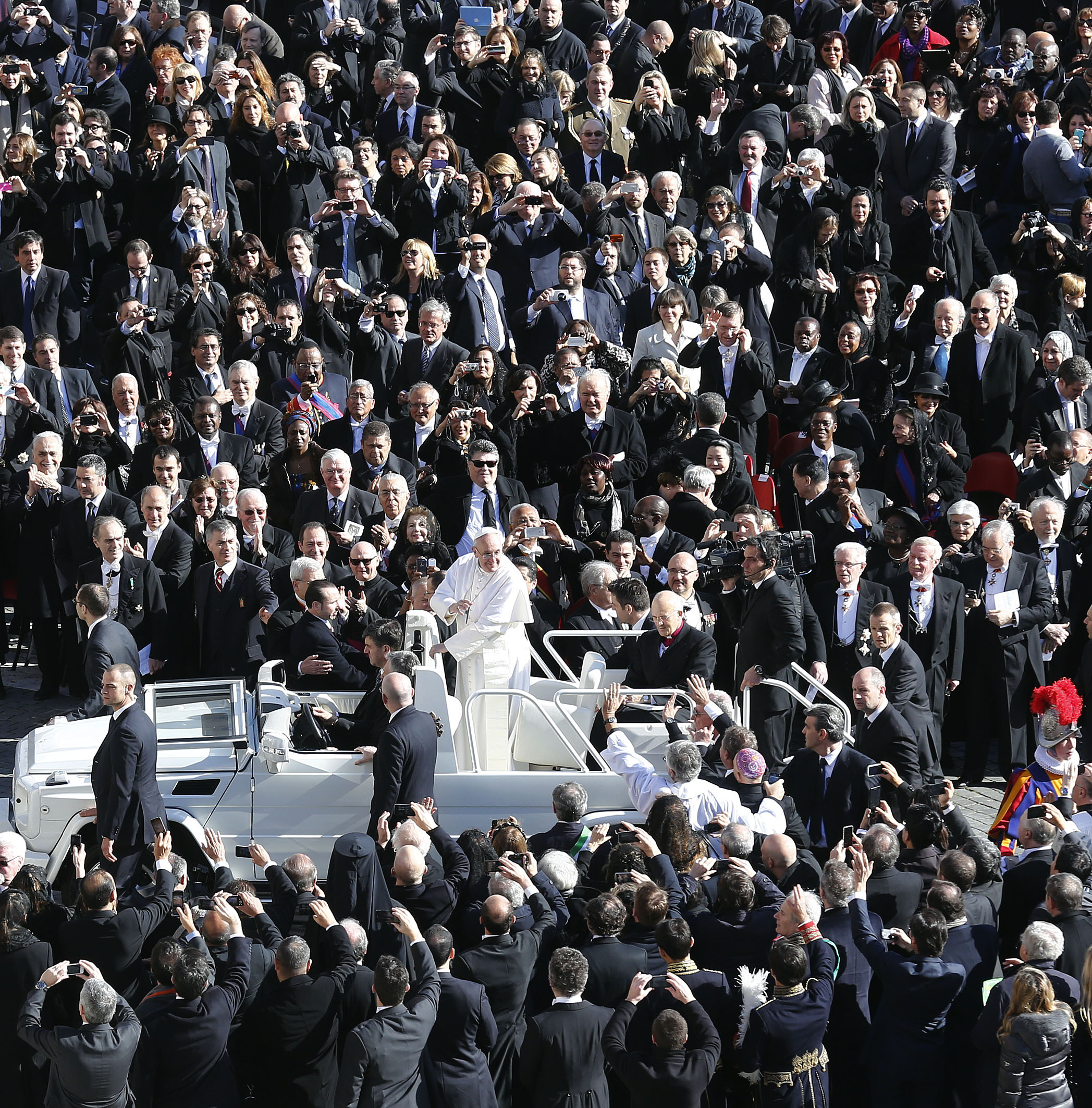
Papież Franciszek wśród wiernych w Placu Św. Piotra w dniu inauguracji pontyfikatu (2013)

Już po samym wyborze papieża Franciszka nastały zmiany. Zaraz po swoim wyborze odmówił założenia mucetu w wersji zimowej (tj. ozdobnego, w kolorze karmazynowym, lamowanego gronostajem) oraz stuły, którą założył dopiero podczas błogosławieństwa Urbi et orbi, taki sam gest robił podczas błogosławieństwa Urbi et orbi z okazji świąt Bożego Narodzenia czy Zmartwychwstania Pańskiego. Do kolejnych nowości w tym pontyfikacie należały:
- Jego Pierścień Rybaka przyjęty na inauguracji nie był złoty, tylko pozłacany[153].
- Poruszał się zwykłym, mniejszym samochodem[154].
- Nie mieszkał tak jak jego poprzednicy w Pałacu Apostolskim, ale w mieszkaniu w Domus Sanctae Marthae. Przyjmował tam mniejsze delegacje oraz organizował audiencje prywatne. Na co dzień odprawiał mszę w jednej z pięciu niewielkich kaplic wydzielonych w tym budynku[155].
- Nie śpiewał tak jak jego poprzednicy podczas mszy św. ani nie udzielał uroczystego błogosławieństwa[156].
- Podczas spotkania z wiernymi papież witając się używał zwrotów Dzień dobry, Dobry wieczór, a na koniec modlitwy Anioł Pański lub Regina Coeli mówił Dobrej Niedzieli oraz smacznego obiadu[157][158].
- Po Watykanie poruszał się pieszo albo samochodem marki Volkswagen, należącym do Żandarmerii Watykańskiej[159].
- Przerwał tradycję przyznawania tytułów honorowych: prałata honorowego Jego Świątobliwości oraz protonotariusza apostolskiego (infułata)[160].
- Telefonował sam i nie prosił o pomoc swego sekretarza, żeby do kogoś zadzwonić[161].
- Przed zbliżającą się podróżą lub po jej zakończeniu udawał się do bazyliki Matki Bożej Większej, by modlić się przed obrazem Matki Boskiej Śnieżnej „Salus Populi Romani”[162].
- Zdecydował, że nie będzie podróżował po krajach jako obywatel Watykanu, lecz jako obywatel swojego rodzinnego kraju – Argentyny[163].
- Zrezygnował z noszenia butów papieskich, które zakładał jedynie w rezydencji[164][165] i z papieskiego pektorału (zachował swój krzyż biskupi).
- Zrezygnował z pozdrawiania wiernych w różnych językach, pozdrawiał wyłącznie w języku włoskim[166].
- Zrezygnował z wyjazdów do letniej rezydencji w Castel Gandolfo na letnie wakacje, tak jak czynili jego poprzednicy, m.in.: Jan Paweł II i Benedykt XVI[167][168]. Zlecił przekształcenie tego kompleksu w centrum edukacji ekologicznej i rolnictwa[169].

## Podróże apostolskie

Mapa podróży apostolskich Franciszka

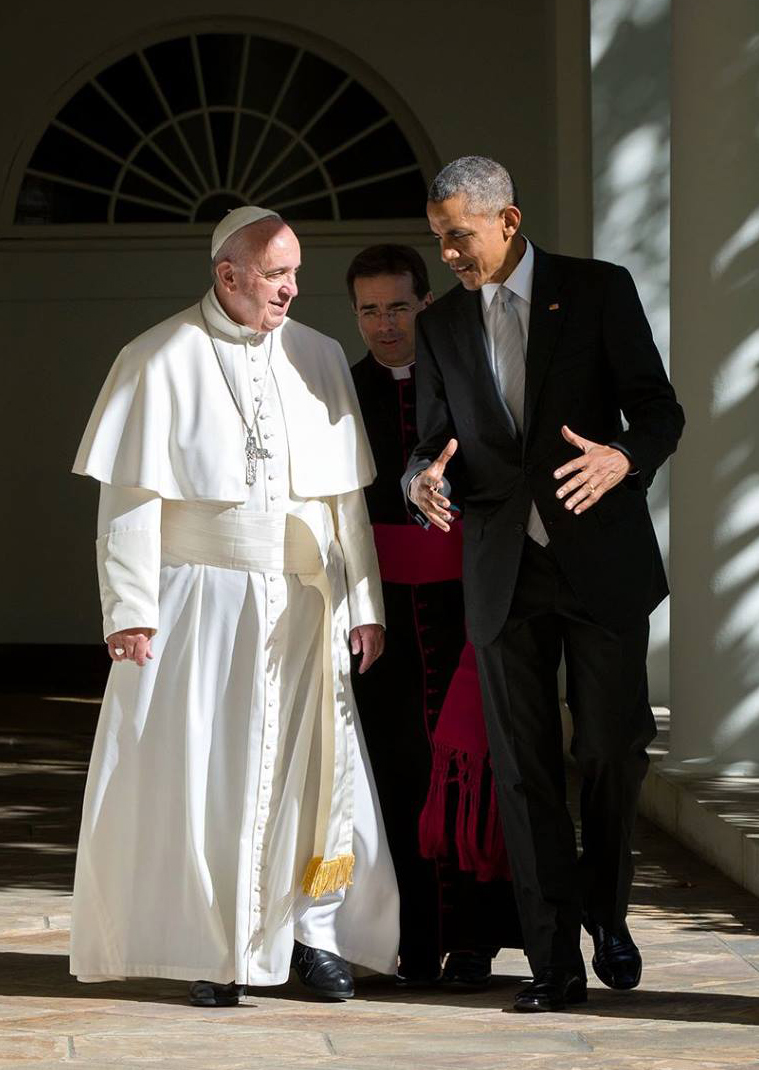
Papież Franciszek i prezydent USA Barack Obama podczas podróży apostolskiej papieża do Stanów Zjednoczonych (2015)

## Działalność reformatorska
Franciszek już od początku pontyfikatu podkreślał potrzebę dokonania istotnych zmian wewnątrz Kościoła katolickiego. Pierwszym krokiem w tym kierunku było powołanie 13 kwietnia 2013 specjalnej grupy kardynałów.

Celem tej grupy było – jak to określił oficjalny komunikat Sekretariatu Stanu Stolicy Apostolskiej – doradzenie papieżowi w zarządzaniu Kościołem Powszechnym oraz opracowanie projektu zmiany Konstytucji apostolskiej Pastor Bonus o Kurii Rzymskiej.

Grupa kardynałów liczy ośmiu członków:
- kard. Óscar Andrés Rodríguez Maradiaga, przewodniczący grupy, arcybiskup Tegucigalpa;
- kard. Giuseppe Bertello;
- kard. Francisco Javier Errázuriz Ossa, emerytowany arcybiskup z Santiago de Chile;
- kard. Oswald Gracias, arcybiskup Bombaju;
- kard. Reinhard Marx, arcybiskup Monachium i Fryzyngii,
- kard. Laurent Monsengwo Pasinya, arcybiskup Kinszasy;
- kard. Seán O’Malley, arcybiskup Bostonu;
- kard. George Pell, arcybiskup Sydney.
- Sekretarzem został Marcello Semeraro, biskup Albano.

Pierwsze oficjalne spotkanie grupy nastąpiło w Watykanie w dniach 1–3 października 2013 r.
Dziełu reformy poddany został również tzw. Bank Watykański. W dniu 24 czerwca 2013 Franciszek powołał Papieską Komisję ds. Instytutu Dzieł Religijnych (IOR). Zadaniem Komisji jest przede wszystkim zbieranie dokładnych informacji na temat sytuacji prawnej i różnych działań Instytutu w celu umożliwienia, w razie potrzeby, większej harmonizacji z powszechną misją Kościoła katolickiego.
Komisja składa się z pięciu członków, a na jej czele stoi kardynał Raffaele Farina. Członkowie komisji posiadają prawo dostępu do „dokumentów, danych i informacji niezbędnych do wykonywania przez nich obowiązków służbowych”, nawet jeśli objęte są tajemnicą zawodową.
Komisja, po zakończeniu dochodzenia, dostarczy raport końcowy papieżowi.

## Ekumenizm
Jednym z wyrazów ekumenicznego zaangażowania Franciszka była jego wizyta 22 czerwca 2015 w świątyni Kościoła Waldensów w Turynie. W jej trakcie papież zwrócił się do wiernych tego wyznania w słowach: „W imieniu Kościoła katolickiego proszę was o przebaczenie za niechrześcijańskie, czy nawet nieludzkie postawy i zachowania w dziejach, jakich dopuściliśmy się przeciwko wam. W imię Jezusa Chrystusa przebaczcie nam”.

## Poglądy teologiczne, moralne i społeczne

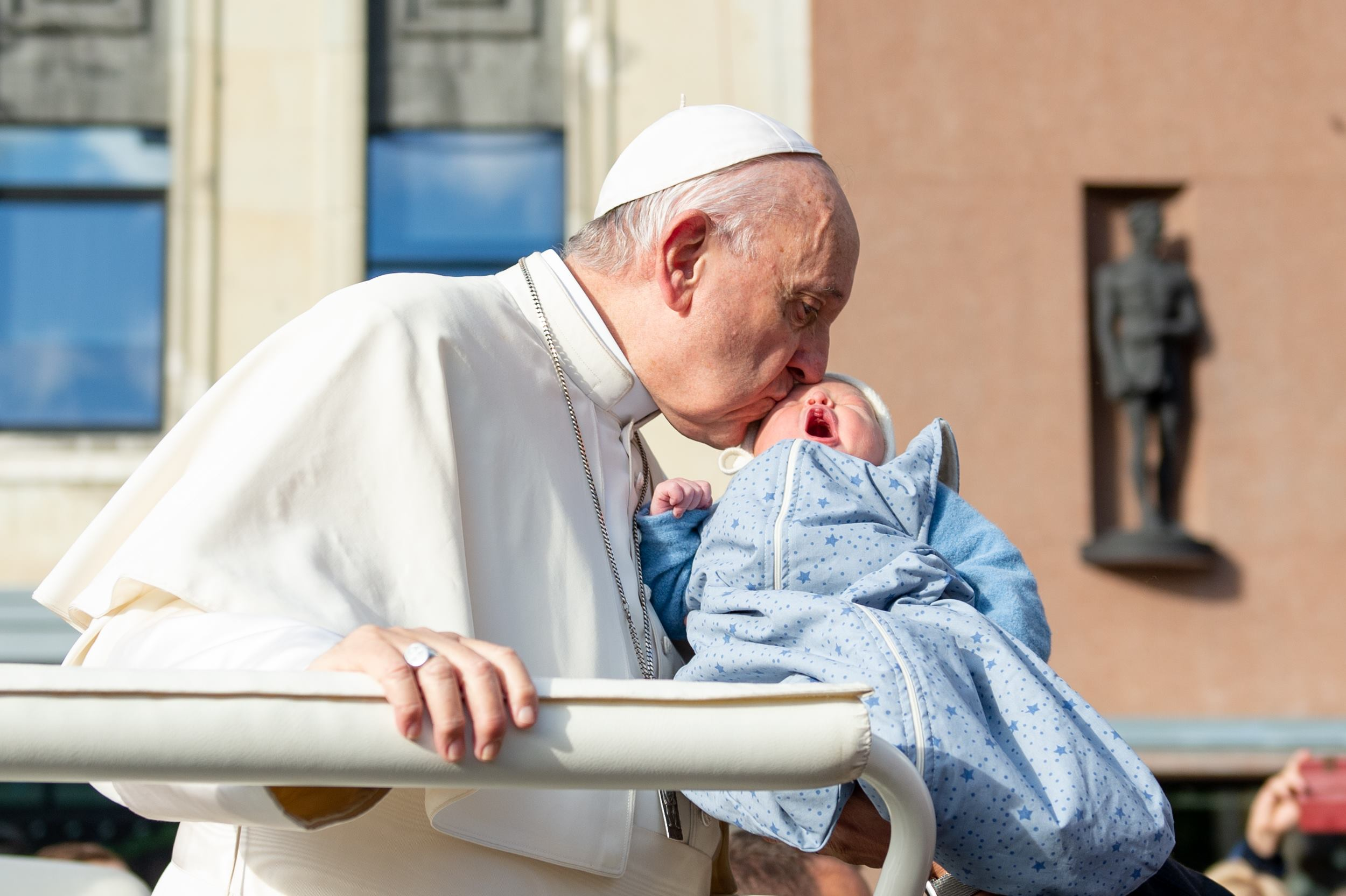
Papież Franciszek w Estonii (2018)

Jako teolog wcześnie odżegnał się od teologii wyzwolenia, wiążąc się z jednym z posoborowych ruchów Comunione e Liberazione.
W swoich pismach podkreślał istotę Kościoła jako wspólnoty wszystkich wiernych, której kapłani są jedynie częścią. Zachęcał do otwarcia się na spotkania z osobami niewierzącymi, krytykował też przypadki nieudzielania chrztu dzieciom urodzonym poza małżeństwem.
Jako arcybiskup Buenos Aires starał się budować dobre relacje z organizacjami żydowskimi.
W swoich kazaniach kładł nacisk na współczucie wobec ubogich, podkreślał jednak znaczenie świętości i duchowości, uznając, że przemiana serc ludzi bogatych przyniesie więcej pozytywnych skutków dla biednych, niż same działania polityczne. Wyrażał jednak poparcie dla programów na rzecz rozwoju społecznego i publicznie krytykował politykę wolnorynkową. Jednocześnie odcina się od ideologii marksistowskiej. Według kard. Petera Turksona papież nie odrzuca wolnego rynku, jeśli ten służy człowiekowi, a nie na odwrót.

### Pogląd na temat eutanazji i in vitro

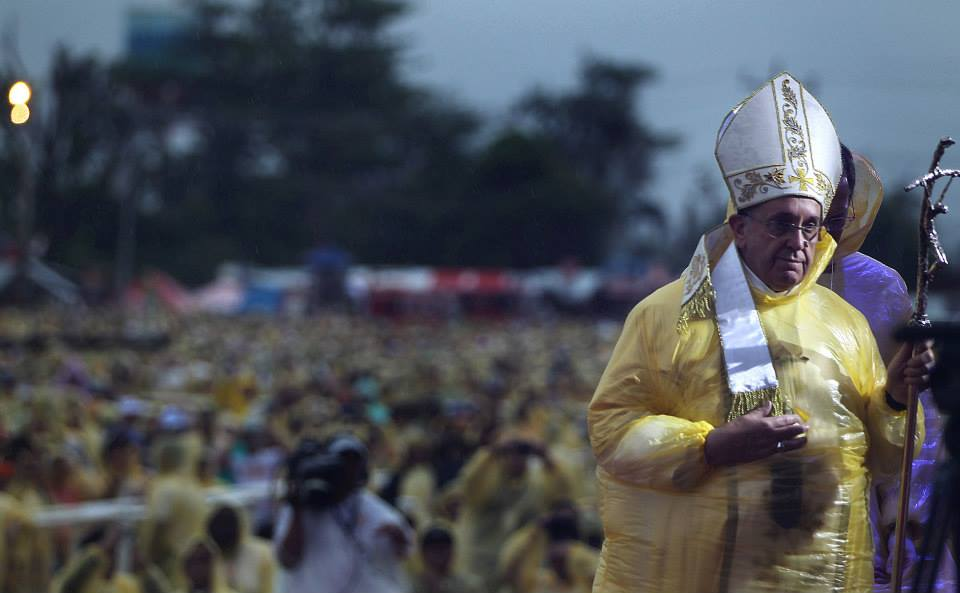
Papież Franciszek podczas pielgrzymki do Filipin (2015)

Jako arcybiskup Buenos Aires wzywał księży swej archidiecezji do przeciwstawienia się aborcji i eutanazji.
Zdecydowany obrońca katolickiego nauczania w zakresie bioetyki, in vitro określił jako „produkcję dzieci”, odrzucił „fałszywe współczucie” prowadzące do aborcji czy eutanazji.

### Pogląd na temat aborcji
1 września 2015, z okazji ogłoszenia Roku Świętego Miłosierdzia, Franciszek udzielił wszystkim księżom spowiednikom pozwolenia na rozgrzeszanie wiernych, które dokonały aborcji. Po upływie tego okresu, w końcu 2016 r. w liście „Misericordia et misera”, przedłużył obowiązywanie tej decyzji, m.in. słowami: udzielam od tej pory wszystkim kapłanom, na mocy ich posługi, władzy rozgrzeszania osób, które popełniły grzech aborcji.
Dziennikarz Jordi Évole w rozmowie z papieżem pytając o stosunek do aborcji, która motywowana jest gwałtem, otrzymał odpowiedź papieża, który powiedział: „Zrozumiałbym rozpacz [zgwałconej] dziewczyny, ale wiem także, że niegodziwe jest niszczenie życia ludzkiego w celu rozwiązania tego problemu”. Jednocześnie znacząco podkreślił, że należy jej się pomoc oraz wyraził zadowolenie ze wzrostu świadomości tych przypadków w społeczeństwie, jak również z upowszechniania się organizacji pomagających takim kobietom oraz dbających o podkreślanie ich godności. Podczas audiencji generalnej papież Franciszek mówiąc o aborcji porównał ją do wynajęcia płatnego zabójcy w celu rozwiązania problemu.

### Pogląd na temat homoseksualności

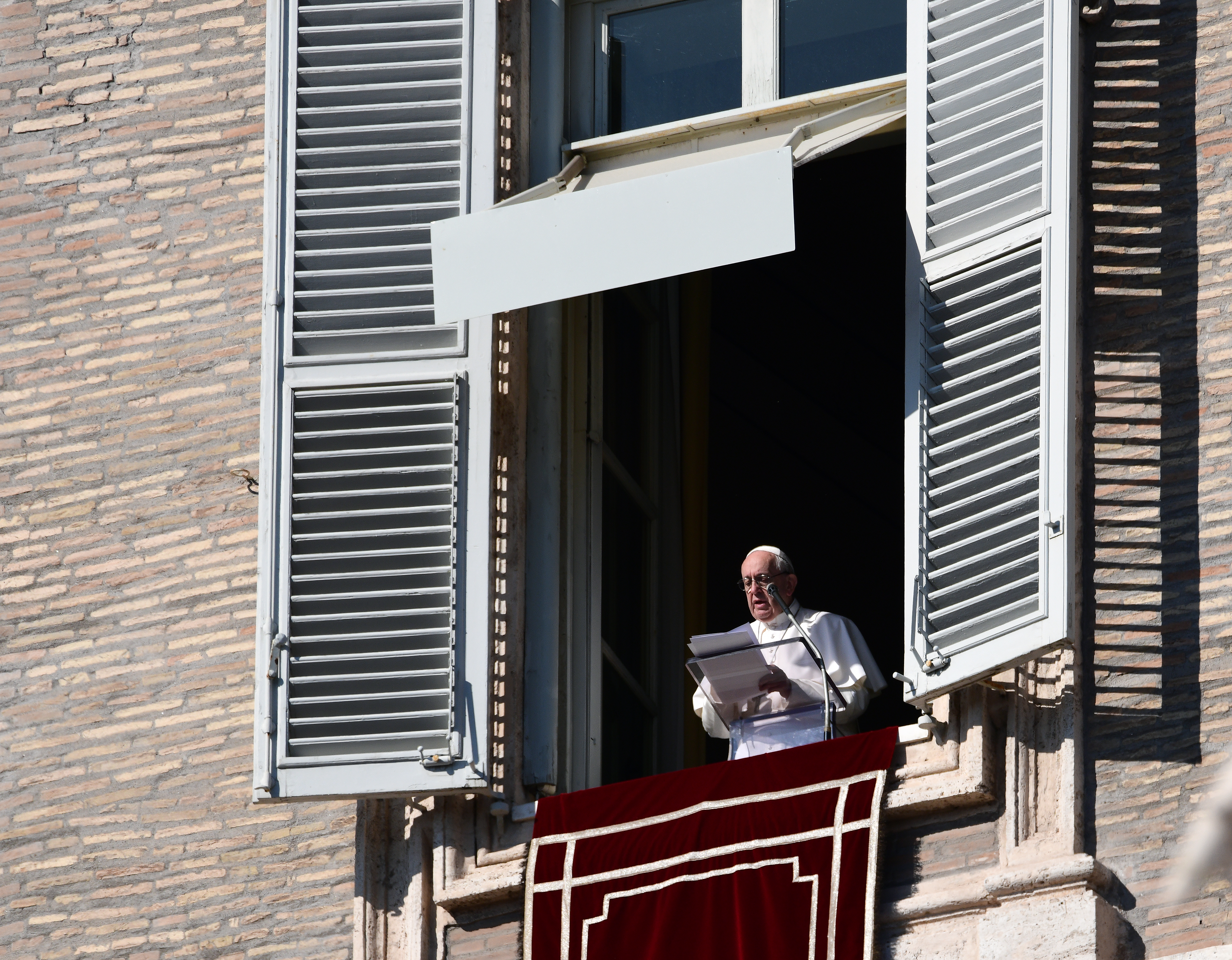
Papież Franciszek podczas modlitwy Anioł Pański w oknie Pałacu Apostolskiego (2017)

W 2010 r. w liście pasterskim poprzedzającym głosowanie argentyńskiego parlamentu nad projektem ustawy o związkach jednopłciowych kardynał Bergoglio napisał, że jest on „destrukcyjnym projektem wymierzonym w Boży plan” i zaapelował o modlitwę, aby Bóg „zesłał swojego Ducha na parlamentarzystów, którzy będą głosować. Aby nie oddawali głosu kierując się błędem lub koniunkturą, lecz aby głosowali kierując się prawem naturalnym i prawem Bożym”.
Papież Franciszek naucza o potrzebie szacunku i niedyskryminowania osób homoseksualnych, wygłaszając w 2016 r. pogląd, że Kościół powinien przeprosić osoby homoseksualne za ich marginalizację i obrażanie. Jednocześnie mówi o tym, że „lobbowanie na rzecz homoseksualizmu jest złem” oraz przypomina, że według Katechizmu Kościoła Katolickiego grzechem nie mogą być same skłonności, ale są nim akty homoseksualne.
W styczniu 2023 w wywiadzie dla agencji Associated Press ocenił prawa penalizujące kontakty homoseksualne za niesprawiedliwe i wezwał biskupów, którzy je popierają do „nawrócenia”.
18 grudnia 2023 Dykasteria Nauki Wiary opublikowała deklarację doktrynalną Fiducia supplicans, zatwierdzoną przez papieża Franciszka, ws. błogosławienia par w sytuacjach nieregularnych i par jednopłciowych. Jednakże deklaracja ta i błogosławienie nie oznacza akceptacji takich związków, dotyczy jedynie błogosławieństw spontanicznych (nie z rytuału i poza ramami liturgicznymi, „w obliczu prośby dwóch osób”).

### Stosunek do zjawiska pedofilii wśród księży

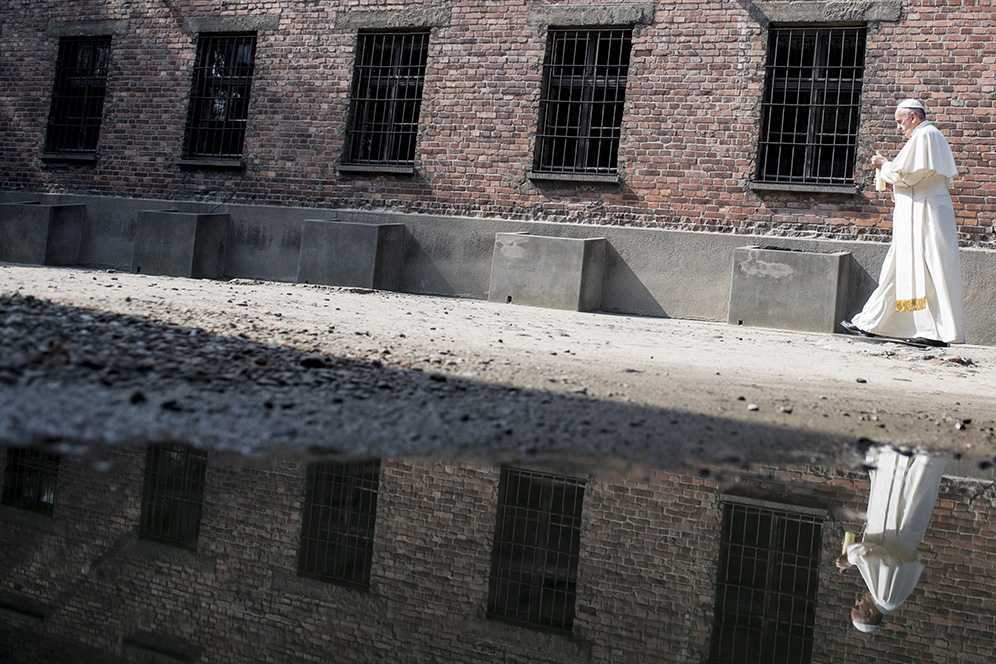
Papież Franciszek w Muzeum Auschwitz-Birkenau (2016)

W dniu 5 kwietnia 2013 Franciszek przyjął na audiencji arcybiskupa Gerharda Ludwiga Müllera, prefekta Kongregacji Nauki Wiary. W oficjalnym komunikacie zaznaczono, że papież w kwestii pedofilii wśród księży zalecił kontynuowanie linii postępowania określonej przez Benedykta XVI. Ponadto Franciszek podkreślił wagę podejmowania zdecydowanych działań w sprawie przypadków wykorzystywania seksualnego, przede wszystkim poprzez wspieranie działań w zakresie ochrony małoletnich, pomocy tym, którzy w przeszłości stali się ofiarami takiej przemocy, wszczynaniu postępowania przeciwko sprawcom dzięki zaangażowaniu lokalnych episkopatów w formułowaniu i wdrażaniu niezbędnych dyrektyw w tej dziedzinie. Ma to na celu podkreślenie wiarygodności świadectwa i misji Kościoła.
W motu proprio z 11 lipca 2013 r. Franciszek wprowadził na terenie Watykanu zmiany w zakresie karalności za przestępstwo pedofilii oraz czynów związanych z produkcją, przechowywaniem oraz rozprowadzaniem materiałów zawierających treści pornograficzne. Za wyżej wymienione przestępstwa podniesiono maksymalny wymiar kary. Zmiany dotyczą jedynie osób będących pracownikami bądź obywatelami państwa Watykan.
Podczas obrad rady kardynałów w dniu 5 grudnia 2013 papież zaakceptował decyzję kardynałów o utworzeniu komisji ds. przypadków pedofilii w Kościele. 22 marca 2014 papież utworzył komisję ds. Ochrony Nieletnich.

## Kontrowersje

### Oskarżenia o współpracę z juntą
W 2005 r. kardynał Bergoglio został oskarżony o współpracę w latach siedemdziesiątych XX wieku (gdy był on prowincjałem Towarzystwa Jezusowego) z argentyńską juntą przy porwaniu jezuitów Orlanda Yoria i Franza (Ferenca) Jálicsa. Pierwszy z nich oskarżył Bergoglia o to, że nie powiedział przedstawicielom reżimu, że popiera pracę w slumsach prowadzoną przez swoich podwładnych, i w efekcie dostali się oni w ręce szwadronu śmierci.

Herb kardynalski Jorgego Bergoglia

Oskarżenie nie przedstawiło dowodów przestępstwa. Kardynał Bergoglio nie podejmował obrony. Dopiero w 2010 r. ujawnił w rozmowie z biografem, że jego osobiste starania doprowadziły do uwolnienia porwanych oraz że regularnie ukrywał na terenie kościelnym osoby poszukiwane przez juntę. Jednemu mężczyźnie, podobnemu z wyglądu, dał swoje dokumenty, by mógł uciec. O bierność wobec porwań dzieci opozycjonistów oskarżyła przyszłego papieża także organizacja Babcie z Plaza de Mayo. W 2012 roku kardynał Bergoglio przeprosił Argentyńczyków za postawę kleru podczas brudnej wojny, uznając za winnych juntę i lewicę.
Domniemaną współpracę kardynała Bergoglia z juntą opisał Horacio Verbitsky (dziennikarz śledczy związany w przeszłości z peronistowską organizacją partyzancką Montoneros) w książce El Silencio: de Paulo VI a Bergoglio: las relaciones secretas de la Iglesia con la ESMA (Cisza. Paweł VI i Bergoglio. Tajne stosunki Kościoła z ESMA). Reportaż oparty został m.in. na relacji Franza Jalicsa. Sam Jalics twierdzi w swojej książce Rekolekcje kontemplatywne, że „z jednym współbratem zakonnym” w slumsach pracowali i żyli za zgodą przełożonych, posłani tam przez nich. Miał też w swoich rękach 30 dokumentów stwierdzających, kto doniósł na nich wojskowym, że są terrorystami. Jedynym dokumentem źródłowym, mającym posłużyć za dowód rzekomej współpracy Bergoglia z juntą, w którym kardynał jest wymieniony z nazwiska, wykorzystanym w książce Verbitsky’ego, jest wzmianka urzędnika MSZ o tym, że kardynał sugerował, aby nie dawać Jalicsowi zgody na przedłużenie ważności paszportu podczas pobytu zagranicznego.
Stojący na czele ruchu obrońców praw człowieka w rządzonej przez wojskowych Argentynie, laureat Pokojowej Nagrody Nobla Adolfo Pérez Esquivel neguje związki kardynała Bergoglia z reżimem junty. Również argentyński sędzia Germán Castelli, który zajmował się zbrodniami junty z przełomu lat 70. i 80., oznajmił, że oskarżenia pod adresem Bergoglia w związku ze sprawą dwóch zakonników są „całkowicie fałszywe”.
Kilka dni po wyborze papieża, 15 marca, rzecznik Watykanu Federico Lombardi ustosunkował się do stawianych Bergogliowi zarzutów o związki z juntą i przedstawił oficjalne stanowisko Watykanu. Lombardi oświadczył, że wszelkie zarzuty są bezpodstawne, a kampania przeciwko Bergogliowi jest znana i była prowadzona od wielu lat. Dodał, że istnieją „liczne relacje, które ukazują, ile Bergoglio uczynił, by ochronić wiele osób w czasach dyktatury wojskowej”, oraz doprowadził do przeproszenia przez argentyński Kościół za to, że ten nie poczynił wystarczających kroków w czasach tak zwanej brudnej wojny.
20 marca 2013 roku mieszkający w Niemczech Franz Jalics opublikował na stronach internetowych swojego zakonu oświadczenie, w którym zaprzecza informacjom, jakoby on i jego brat zakonny Orlando Yorio byli zadenuncjowani przez ówczesnego prowincjała, ojca Jorgego Bergoglia. Jalics oświadczył, że pierwotnie skłaniał się do takich podejrzeń, ale po licznych późniejszych wyjaśnieniach i rozmowach uznał, że nie miały one podstaw.

### Postawa wobec władz i Kościoła w Chinach
Franciszek był uważany za bardziej ugodowego wobec władz Chińskiej Republiki Ludowej niż którykolwiek z jego poprzedników. Jego podejście przyniosło pewną stabilność Kościołowi w Chinach, ale oznaczało również akceptację ograniczeń wolności religijnej chińskich katolików i podważenie wiarygodności Watykanu jako obrońcy uciskanych. W 2018 roku Franciszek zawarł Tymczasowe Porozumienie między Stolicą Apostolską a Chińską Republiką Ludową mające na celu normalizację sytuacji chińskich katolików, których liczba w 2024 roku wynosiła około 10 milionów. Porozumienie określa procedury, według których chiński rząd i Watykan współpracują w zakresie mianowania biskupów. Szczegóły porozumienia pozostają tajne, ale papież powiedział, że daje mu ono w tej kwestii ostatnie słowo. W zamian Watykan obiecał nie autoryzować żadnego biskupa, którego Pekin nie popiera.
Negocjując porozumienie Franciszek poszedł na kompromis, prosząc dwóch biskupów zatwierdzonych przez Watykan, aby przed jego podpisaniem ustąpili miejsca dwóm wcześniej ekskomunikowanym biskupom. Część biskupów i kardynałów publicznie skrytykowało Watykan za zdradę interesów chińskiego podziemnego Kościoła. Członkowie tej tajnej wspólnoty odsiadywali kary więzienia za pozostawanie lojalnymi wobec Watykanu. Krytycy porozumienia (m.in. kardynał Joseph Zen Ze-kiun) z Hongkongu, oskarżyli papieża o „sprzedanie ich”. Kardynał Joseph Zen Ze-kiun w artykule opublikowanym w New York Times stwierdził, że porozumienie między Watykanem a Chinami jest krokiem w kierunku „unicestwienia” Kościoła katolickiego w Chinach.

### Oskarżenia o bałwochwalstwo

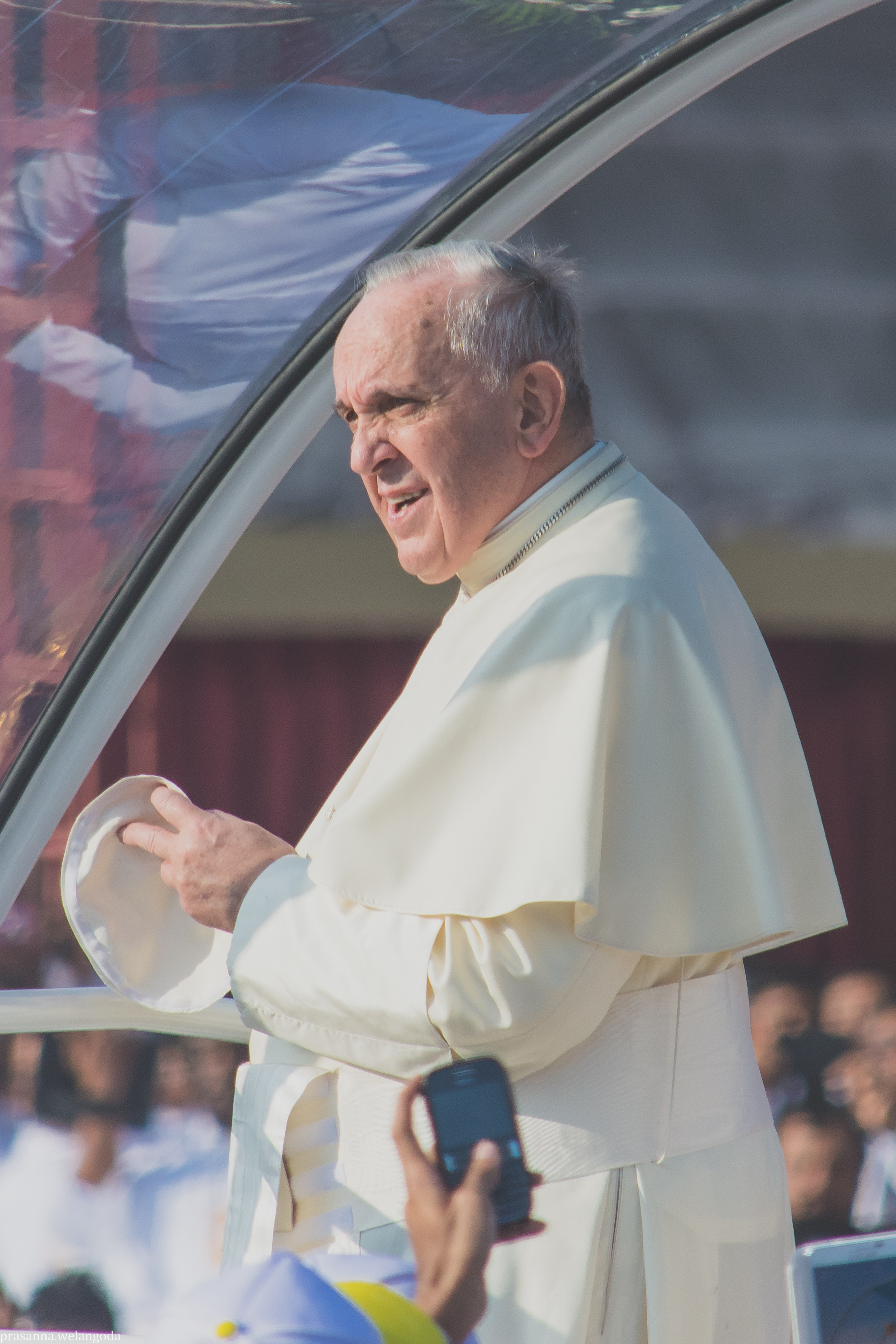
Papież Franciszek, jadący papamobile w czasie podróży apostolskiej na Sri Lance (2015)

4 października 2019 roku, na ceremonii przed Synodem Amazońskim, w Ogrodach Watykańskich wystawiono dwie figurki przedstawiające ciężarną kobietę, wokół których tańczono i śpiewano. Choć na ceremonii rzeźby nazwano Matką Boską Amazońską (hiszp. Nuestra Senora de la Amazonia), w mediach pojawiła się informacja iż przedstawiały one Pachamamę, inkaską boginię ziemi. 21 października na serwisie YouTube opublikowano film przedstawiający dwóch mężczyzn wrzucających figurki do Tybru. W tym samym miesiącu w trakcie zgromadzenia synodalnego papież Franciszek  przyznał, iż były to figurki Pachamamy.

### Niejednoznaczne stanowisko ws. wojny na Ukrainie i podejście pacyfistyczne względem niej
Po rosyjskiej agresji na Ukrainę Bergoglio na trzeci dzień udał się z wizytą do ambasady rosyjskiej w Rzymie. Przez wiele tygodni nie potępiał rosyjskiej inwazji i nie zabrał jednoznacznego stanowiska na temat wojny. W ogólnikowych wypowiedziach nie wskazywał wprost na agresora w tym konflikcie, w miejsce tego formułując opinie o „biednych rosyjskich żołnierzach” i o tym, że „wszyscy jesteśmy winni”. W wywiadzie dla belgijskiego dwutygodnika Tertio i portalu belgijskiego episkopatu Cathobel oznajmił, że nie popiera żadnej strony konfliktu, ale ocenia go negatywnie bo "wojna sama w sobie jest złem". Po raz pierwszy wezwał Władimira Putina do zatrzymania "spirali przemocy i nienawiści" w przemówieniu z października 2022, ale jednocześnie kierując apel do Wołodymyra Zełenskiego o otwartość na "poważne propozycje pokojowe". Po zamachu na kremlowską propagandystkę Darję Duginę określił ją jako „biedną” i „niewinną”.
W maju 2022 stwierdził, że jednym z powodów inwazji mogło być „szczekanie NATO pod drzwiami Rosji” – później tłumaczył, że usłyszał te słowa od jednego z przywódców państw, przed rozpoczęciem wojny w Ukrainie. W tej samej wypowiedzi mówił o okrucieństwie wojsk rosyjskich i ukraińskim heroizmie. W tym samym czasie odbył wideokonferencję z patriarchą Cyrylem i wielokrotnie deklarował chęć osobistego spotkania się z nim, jednocześnie nie zdecydował się na podróż do Ukrainy, uzasadniając to problemami zdrowotnymi. Według kardynała Konrada Krajewskiego, papież uważał, iż wizyta w Ukrainie w żaden sposób nie wpłynęłaby na złagodzenie lub zakończenie konfliktu.
Publicznie twierdził, że wspieranie Ukrainy dostawami broni przeciw rosyjskiej agresji doprowadzi do eskalacji wojny.
29 sierpnia 2023 roku, przemawiając do młodzieży rosyjskiej z Petersburga, zachęcił ją do kultywowania dziedzictwa Imperium Rosyjskiego. Później stwierdził, że nie miał na myśli imperializmu Rosji.
9 marca 2024 roku, w wywiadzie dla szwajcarskiego nadawcy RSI stwierdził, że władze Ukrainy powinny mieć „odwagę białej flagi” i być otwarte na negocjacje z Rosją. Słowa te zostały odebrane wśród niektórych komentatorów jako nawoływanie Ukrainy do poddania się. Papieską wypowiedź skrytykowali m.in. ministrowie spraw zagranicznych Polski, Niemiec i Ukrainy oraz sekretarz generalny NATO.
Na swój sposób wspierał  Ukrainę. W środę 6 kwietnia 2022 roku, podczas audiencji generalnej stwierdził, że miasto Bucza „zostało barbarzyńsko zbombardowane i zniszczone". Odniósł się w ten sposób do masakry, w której zginęło ok. 400 osób (zbrodnia w Buczy). Następnie ucałował ukraińską flagę dostarczoną mu z tego miasta. Specjalni wysłannicy papiescy, tacy jak kard. Matteo Zuppi, czy kard. Konrad Krajewski brali udział w misji pokojowej Ojca Świętego, pomagając i przywożąc dary dla ludności ukraińskiej. Sam Zuppi rozmawiał w sprawie pokoju m.in. z Wołodymyrem Zełenskim odwiedzając Ukrainę, czy Siergiejem Ławrowem, udając się w tym celu do Rosji.
8 grudnia 2022 roku, w dniu obchodzonej w kościele katolickim Uroczystości Niepokalanego Poczęcia Najświętszej Maryi Panny modlił się przed figurą Maryi na Placu Hiszpańskim w Rzymie. Podczas tego spotkania prosił on Boga i Matkę Bożą o pokój dla „udręczonej Ukrainy". W pewnym momencie tej modlitwy, jego głos zaczął się łamać i przez chwilę nie był jej w stanie kontynuować. Z jego oczu popłynęły wówczas łzy, a wierni zaczęli w tym momencie bić brawa.
23 kwietnia 2025 roku ukraiński historyk i dziennikarz Ołeksandr Zinczenko ujawnił, że w grudniu 2023 roku Franciszek przekazał część swoich osobistych funduszy na wsparcie ukraińskiej armii, a dokładnie 93. Samodzielnej Brygady Zmechanizowanej „Chołodnyj Jar”. Ze środków tych sfinansowano dla niej zakup specjalistycznego drona. Odbyło się to z zachowaniem poufności, o którą prosił papież. Drona chciano nazwać jego imieniem, ale ostatecznie nazwano go „Mikołajem", a darczyńcę określono, jako Sekretnego Mikołaja, tak aby nikt nie domyślił się, że chodziło właśnie o niego.
Również po jego śmierci ujawniono, że po cichu i bez rozgłosu angażował się w negocjacje na rzecz wymiany jeńców wojennych między Ukrainą i Rosją.

## Publikacje i dokumenty

### Publikacje Jorge Mario Bergoglio
Dzieła dotyczące teologii katolickiej, duchowości oraz spraw społecznych:
- 1982: Meditaciones para religiosos. ISBN 978-950-9210-00-4.
- 1986: Reflexiones sobre la vida apostólica.
- 1986: Reflexiones espirituales. ISBN 978-950-9210-07-3.
- 1992: Reflexiones de esperanza. ISBN 978-950-592-030-3.
- 1998: Diálogos entre Juan Pablo II y Fidel Castro. ISBN 978-987-507-074-5.
- 2001: Hambre y sed de justicia desafíos del Evangelio para nuestra patria ISBN 978-987-507-074-5.
- 2003: Educar: exigencia y pasión desafíos para educadores cristianos. ISBN 978-950-512-457-2.
- 2004: Educar, elegir la vida propuestas para tiempos difíciles. ISBN 978-950-512-503-6 (2004, wyd. 1), ISBN 978-950-512-541-8 (2005, wyd. 2)
- 2004: Ponerse la patria al hombro, memoria y camino de esperanza. ISBN 978-950-512-511-1 (2004, wyd. 1), ISBN 978-950-512-558-6 (2005, wyd. 2, Ponerse la patria al hombro), (2011, ISBN 978-987-34-0585-3)
- 2005: Nación por construir, La utopía, pensamiento, compromiso. ISBN 978-950-512-546-3.
- 2005: Sobre la acusación de sí mismo. ISBN 978-950-512-549-4.
- 2006: Corrupción y pecado. ISBN 978-950-512-572-2.
- 2007: Verdadero poder es el servicio. ISBN 978-950-512-628-6 (2007), ISBN 978-987-34-0584-6 (2011)
- 2008: Rehabilitación de la política y compromiso cristiano. ISBN 978-987-24178-0-2.
- 2009: La deuda social según la doctrina de la iglesia. ISBN 978-987-507-346-3.
- 2010: Reflexiones sobre solidaridad y desarrollo. ISBN 978-987-507-352-4.
- 2010: Camino del consenso a propósito de la investigación: consenso para el desarrollo ISBN 978-987-507-356-2.
- 2010: Sobre el cielo y la tierra. ISBN 978-950-07-3293-2.
- 2011: Nosotros como ciudadanos, nosotros como pueblo hacia un bicentenario en justicia y solidaridad. ISBN 978-950-512-744-3.
- 2012: Razón y fe. ISBN 978-987-616-120-6.
- 2012: La oración. ISBN 978-987-616-119-0.
- 2012: La dignidad. ISBN 978-987-616-118-3.
- 2012: La solidaridad. ISBN 978-987-616-117-6.
- 2012: Mente abierta, corazón creyente, Buenos Aires, ISBN 978-950-512-778-8.

## Dokumenty papieskie

### Encykliki
| Encykliki wydane przez Franciszka | Encykliki wydane przez Franciszka | Encykliki wydane przez Franciszka | Encykliki wydane przez Franciszka |
| Lp.                               | Rok                               | Tytuł                             | Data wydania                      |
| --------------------------------- | --------------------------------- | --------------------------------- | --------------------------------- |
| 1.                                | 2013                              | Lumen fidei (Światło wiary)       | 29 czerwca 2013                   |
| 2.                                | 2015                              | Laudato si’ (Pochwalony bądź)     | 24 maja 2015                      |
| 3.                                | 2020                              | Fratelli tutti (Wszyscy bracia)   | 3 października 2020               |
| 4.                                | 2024                              | Dilexit nos (Umiłował nas)        | 24 października 2024              |

### Adhortacje apostolskie
| Adhortacje apostolskie wydane przez Franciszka | Adhortacje apostolskie wydane przez Franciszka | Adhortacje apostolskie wydane przez Franciszka                        | Adhortacje apostolskie wydane przez Franciszka |
| Lp.                                            | Rok                                            | Tytuł                                                                 | Data wydania                                   |
| ---------------------------------------------- | ---------------------------------------------- | --------------------------------------------------------------------- | ---------------------------------------------- |
| 1.                                             | 2013                                           | Evangelii gaudium (Radość Ewangelii)                                  | 24 listopada 2013                              |
| 2.                                             | 2016                                           | Amoris Laetitia (Radość miłości)                                      | 19 marca 2016                                  |
| 3.                                             | 2018                                           | Gaudete et exsultate (Cieszcie się i radujcie)                        | 19 marca 2018                                  |
| 4.                                             | 2019                                           | Christus vivit (Chrystus żyje)                                        | 25 marca 2019                                  |
| 5.                                             | 2020                                           | Querida Amazonia (Umiłowana Amazonia)                                 | 2 lutego 2020                                  |
| 6.                                             | 2023                                           | Laudate Deum (Pochwalony bądż Panie z wszystkimi twoimi stworzeniami) | 4 października 2023                            |
| 7.                                             | 2023                                           | C'est la confiance (To pewność siebie)                                | 15 października 2023                           |

### Motu propria
| Motu propria wydane przez Franciszka | Motu propria wydane przez Franciszka | Motu propria wydane przez Franciszka | Motu propria wydane przez Franciszka |
| Lp.                                  | Rok                                  | Tytuł | Data wydania                         |
| ------------------------------------ | ------------------------------------ | --- | ------------------------------------ |
| 1.                                   | 2013                                 | Sulla giurisdizione degli organi giudiziari dello Stato della Città del Vaticano in materia penale (O jurysdykcji sądowej Państwa Watykańskiego w sprawach karnych) | 11 lipca 2013                        |
| 2.                                   | 2013                                 | Per la prevenzione ed il contrasto del riciclaggio del finanziamento del terrorismo (W sprawie zapobiegania i przeciwdziałania praniu pieniędzy, finansowaniu terroryzmu i upowszechnianiu broni masowego rażenia) | 8 sierpnia 2013                      |
| 3.                                   | 2013                                 | Approvazione del nuovo statuto dell’Autorità di Informazione Finanziaria (O zatwierdzeniu nowego statutu Urzędu Wywiadu Finansowego) | 15 listopada 2013                    |
| 4.                                   | 2014                                 | Fidelis dispensator et prudens (Rządca wierny i roztropny) | 24 lutego 2014                       |
| 5.                                   | 2014                                 | Trasferimento della Sezione Ordinaria dell'Amministrazione del Patrimonio della Sede Apostolica alla Segreteria per l'Economia (Przeniesienie zwyczajnej sekcji Administracji Dóbr Stolicy Apostolskiej do Sekretariatu Gospodarki) | 8 lipca 2014                         |
| 6.                                   | 2015                                 | Statui dei nuovi Organismi Enonomici (Statut nowych organizmów klasy ekonomicznej) | 22 lutego 2015                       |
| 7.                                   | 2015                                 | Sulla Revisione dello Statuto del Fondo Pensioni Vaticano | 29 maja 2015                         |
| 8.                                   | 2015                                 | Istituzione della Segreteria per la Comunicazione | 27 czerwca 2015                      |
| 9.                                   | 2015                                 | Mitis Iudex Dominus Iesus | 15 sierpnia 2015                     |
| 10.                                  | 2015                                 | Mitis et misericoris Iesus | 15 sierpnia 2015                     |
| 11.                                  | 2016                                 | De concordia inter Codices | 31 maja 2016                         |
| 12.                                  | 2016                                 | Istituzione del Dicastero Per i Laici, La Famiglia e La Vita | 4 czerwca 2016                       |
| 13.                                  | 2016                                 | Come Una Madre Amorevole | 4 czerwca 2016                       |
| 14.                                  | 2016                                 | I beni temporali | 4 lipca 2016                         |
| 15.                                  | 2016                                 | Con cui si istituce il Dicastero per i Laici, la Famiglia e la Vita | 15 sierpnia 2016                     |
| 16.                                  | 2016                                 | Istitutice il Dicastero per il Servizio dello Sviluppo Umano Integrale | 17 sierpnia 2016                     |
| 17.                                  | 2017                                 | Sanctuarium in Ecclesia | 11 lutego 2017                       |
| 18.                                  | 2017                                 | Maiorem hac dilectionem | 11 lipca 2017                        |
| 19.                                  | 2017                                 | Magnum principium | 3 września 2017                      |
| 20.                                  | 2017                                 | Summa familiae cura | 8 września 2017                      |
| 21.                                  | 2018                                 | Imparare a congedarsi | 12 lutego 2018                       |
| 22.                                  | 2018                                 | Legge sul Governo dello Stato della Città del Vaticano | 25 listopada 2018                    |
| 23.                                  | 2019                                 | Ecclesia Dei | 17 stycznia 2019                     |
| 24.                                  | 2019                                 | Cappella Musicale Pontificia | 17 stycznia 2019                     |
| 25.                                  | 2019                                 | Communis vita | 19 marca 2019                        |
| 26.                                  | 2019                                 | Sulla protezione dei minori e delle persone vulnerabili | 26 marca 2019                        |
| 27.                                  | 2019                                 | Vos estis lux mundi | 9 maja 2019                          |
| 28.                                  | 2019                                 | Aperuit illis, w którym ustanawia Niedzielę Słowa Bożego | 30 września 2019                     |
| 29.                                  | 2019                                 | Per il cambiamento della denominazione da Archivio Segreto Vaticano ad Archivio Apostolico Vaticano | 22 października 2019                 |
| 30.                                  | 2019                                 | Riguardante l'ufficio del decano del Collegio Cardinalizo | 21 grudnia 2019                      |
| 31.                                  | 2020                                 | Sulla trasparenza, il controllo e la concorrenza nelle procedure di aggiudicazione dei contratti pubblici della Santa Sede e dello Stato della Città del Vaticano | 19 maja 2020                         |
| 32.                                  | 2020                                 | Authenticum charismatis | 1 listopada 2020                     |
| 33.                                  | 2020                                 | Ab initio | 21 listopada 2020                    |
| 34.                                  | 2020                                 | Circa Alcune Competenze in Materia Economico-Finanziara | 26 grudnia 2020                      |
| 35.                                  | 2021                                 | Spiritus Domini | 10 stycznia 2021                     |
| 36.                                  | 2021                                 | Recante Modifiche in Materia di Giustizia | 8 lutego 2021                        |
| 36.                                  | 2021                                 | Del Sommo Pontefice Francesco circa il contenimento della spesa per il personale della Santa Sede, del Governatorato dello Stato della Città del Vaticano e di altri Enti collegati | 23 marca 2021                        |
| 37.                                  | 2021                                 | Recante Dispozisioni Sulla Transparenza Nella Gestione della Finanza Publicia | 26 kwietnia 2021                     |
| 38.                                  | 2021                                 | Recante Modifiche in Tema di Competenza degli Organi Giudizari dello Stato della Cittá del Vaticano | 30 kwietnia 2021                     |
| 39.                                  | 2021                                 | Antiquum Ministerium, w którym ustanawia posługę katechety | 10 maja 2021                         |
| 40.                                  | 2021                                 | Traditionis custodes (motu proprio adresowane do biskupów) | 16 lipca 2021                        |
| 41.                                  | 2021                                 | Con la Quale il Santo Padre Istitusce la Commisione Pontificia di Verifica e Applicazione del M. P. Mitis Iudex nelle Chiese d’Italia | 17 listopada 2021                    |
| 42.                                  | 2022                                 | Competentias quadam decernere, modyfikujące Kodeks Prawa Kanonicznego oraz Kodeks Kanonu Kościołów Wschodnich | 11 lutego 2022                       |
| 43.                                  | 2022                                 | Fidem servare modyfikujące wewnętrzną strukturę działania Kongregacji Nauki Wiary | 14 lutego 2022                       |
| 44.                                  | 2022                                 | Assegnare alcune competenze | 15 lutego 2022                       |
| 45.                                  | 2022                                 | Recognitum Librum VI modyfikujący kan. 695 § 1 Kodeksu Prawa Kanonicznego | 26 kwietnia 2022                     |
| 46.                                  | 2022                                 | Ad charisma tuendum | 22 lipca 2022                        |
| 47.                                  | 2022                                 | Sulle persone giuridiche strumentalli della Curia Romana | 5 grudnia 2022                       |
| 48.                                  | 2023                                 | Il dirito narivo | 20 lutego 2023                       |
| 49.                                  | 2023                                 | Vocare peccatores | 20 marca 2023                        |
| 50.                                  | 2023                                 | Vos Estis Lux Mundi | 25 marca 2023                        |
| 51.                                  | 2023                                 | Con la Quale Vengono Modificati i Termini di Ricorso del Membro Dimesso da un Istituto di Vita Consacrata | 2 kwietnia 2023                      |
| 52.                                  | 2023                                 | Lettera Apostolica in forma di “Motu Proprio” recante modifiche alla normativa penale e all’ordinamento giudiziario dello Stato della Città del Vaticano | 12 kwietnia 2023                     |
| 53.                                  | 2023                                 | Gia da tempo modyfikujące Kodeks Kanonu Kościołów Wschodnich | 16 kwietnia 2023                     |
| 54.                                  | 2023                                 | Lettera Apostolica in forma di "motu proprio" con la quale vengono modificati I cann.295-296 Relativi Alla Prelature Personali modyfikujące przepisy dotyczące prałatur osobowych | 8 sierpnia 2023                      |
| 55.                                  | 2024                                 | Munus tribunalis, modyfikujące prawo Sądu Najwyższego | 28 lutego 2024                       |
| 56.                                  | 2024                                 | Lettera Apostolica in forma di „Motu Proprio” recante modifiche alla Legge sull’ordinamento giudiziario, alla Legge recante disposizioni per la dignità professionale e il trattamento economico dei magistrati ordinari del Tribunale e dell’Ufficio del Promotore di giustiziae al Regolamento Generale del Fondo Pensioni, zmieniające: prawo o sądownictwie, przepisy dotyczące godności zawodowej, traktowanie ekonomiczne zwykłych sędziów Trybunału i urzędu promotora sprawiedliwości oraz Regulamin Ogólny Funduszu Emerytalnego | 27 marca 2024                        |
| 57.                                  | 2024                                 | Fide incensus | 18 maja 2024                         |
| 58.                                  | 2024                                 | Fratello sole | 21 czerwca 2024                      |
| 59.                                  | 2024                                 | La vera belleza dzielące terytorium diecezji rzymskiej | 4 października 2024                  |

### Konstytucje apostolskie
| Konstytucje apostolskie wydane przez Franciszka | Konstytucje apostolskie wydane przez Franciszka | Konstytucje apostolskie wydane przez Franciszka | Konstytucje apostolskie wydane przez Franciszka |
| Lp.                                             | Rok                                             | Tytuł                                           | Data wydania                                    |
| ----------------------------------------------- | ----------------------------------------------- | ----------------------------------------------- | ----------------------------------------------- |
| 1.                                              | 2013                                            | Quo firmiores                                   | 1 maja 2013                                     |
| 2.                                              | 2013                                            | Quo aptius spirituali                           | 23 grudnia 2013                                 |
| 3.                                              | 2013                                            | Patrimonium Ecclesiarum                         | 23 grudnia 2013                                 |
| 4.                                              | 2013                                            | Cum ad aeternam (dla Indii)                     | 28 grudnia 2013                                 |
| 5.                                              | 2014                                            | Cum ad aeternam (dla Nigerii)                   | 18 marca 2014                                   |
| 6.                                              | 2014                                            | Attenta deliberatione                           | 12 maja 2014                                    |
| 7.                                              | 2014                                            | Quo aptius                                      | 12 maja 2014                                    |
| 8.                                              | 2014                                            | Christi voluntate                               | 9 czerwca 2014                                  |
| 9.                                              | 2014                                            | Ad totius dominici gregis                       | 25 czerwca 2014                                 |
| 10.                                             | 2014                                            | Undecim abhinc annos                            | 11 lipca 2014                                   |
| 11.                                             | 2014                                            | Contemplationi faventes                         | 23 października 2014                            |
| 12.                                             | 2014                                            | Inter eximias                                   | 6 listopada 2014                                |
| 13.                                             | 2014                                            | Cum ad provedenham                              | 22 grudnia 2014                                 |
| 14.                                             | 2015                                            | Multum fructum                                  | 19 stycznia 2015                                |
| 15.                                             | 2015                                            | Quae Maiori                                     | 19 stycznia 2015                                |
| 16.                                             | 2016                                            | Vultum Dei quaerere                             | 29 czerwca 2016                                 |
| 17.                                             | 2018                                            | Veritatis gaudium                               | 29 stycznia 2018                                |
| 18.                                             | 2018                                            | Episcopalis communio                            | 15 września 2018                                |
| 19.                                             | 2021                                            | Pascite gregem dei                              | 23 maja 2021                                    |
| 20.                                             | 2023                                            | In Ecclesiarum Communione                       | 6 stycznia 2023                                 |

### Bulle
| Bulle wydane przez Franciszka | Bulle wydane przez Franciszka | Bulle wydane przez Franciszka                                                                                | Bulle wydane przez Franciszka |
| Lp.                           | Rok                           | Tytuł | Data wydania                  |
| ----------------------------- | ----------------------------- | --- | ----------------------------- |
| 1.                            | 2015                          | Misericordiae vultus (Twarz miłosierdzia)                                                                    | 11 kwietnia 2015              |
| 2.                            | 2024                          | Spes non confudit (Nadzieja nie jest zawiedziona) (w bulli tej Papież ogłosił rok 2025 rokiem jubileuszowym) | 9 maja 2024                   |

### Listy apostolskie
| Listy apostolskie ogłoszone przez Franciszka | Listy apostolskie ogłoszone przez Franciszka | Listy apostolskie ogłoszone przez Franciszka | Listy apostolskie ogłoszone przez Franciszka |
| Lp.                                          | Rok                                          | Tytuł | Data wydania                                 |
| -------------------------------------------- | -------------------------------------------- | --- | -------------------------------------------- |
| 1.                                           | 2014                                         | A Tutti I Consacrati (Świadkowie radości) | 21 listopada 2014                            |
| 2.                                           | 2015                                         | Litterae apostolicae quibus sanctus Gregorius Narecensis Doctor Ecclesiae universalis renuntiatur (Ogłoszenie św. Grzegorza z Nareku doktorem Kościoła)       | 12 kwietnia 2015                             |
| 3.                                           | 2016                                         | Misericordia et misera (Miłosierdzie i nieszczęśliwa) | 20 listopada 2016                            |
| 4.                                           | 2019                                         | Admirabile signum (Godny podziwu znak) | 1 grudnia 2019                               |
| 5.                                           | 2020                                         | Scripturae Sacrae Affectus (Umiłowanie Pisma Świętego) | 30 września 2020                             |
| 6.                                           | 2020                                         | Patris Corde (Ojcowskim sercem) | 8 grudnia 2020                               |
| 7.                                           | 2021                                         | Candor Lucis Aetarnae (Niedostępne światło) | 25 marca 2021                                |
| 8.                                           | 2022                                         | Par Laquelle Saint Irènée de Lyon est proclamé docteur de l'Eglise avec le titre de "doctor unitatis ogłaszający Świętego Ireneusza z Lyonu doktorem Kościoła | 21 stycznia 2022                             |
| 9.                                           | 2022                                         | Desiderio desideravi o formacji liturgicznej ludu Bożego | 29 czerwca 2022                              |
| 10.                                          | 2022                                         | Totum Amoris Est | 28 grudnia 2022                              |
| 11.                                          | 2023                                         | Primum quidem gratias agno Deo (Przede wszystkim dziękuję Bogu) (list napisany w języku francuskim na 350. rocznicę Kościoła w Quebecu)                       | 8 grudnia 2023                               |

### Dekrety
| Dekrety wydane przez Franciszka | Dekrety wydane przez Franciszka | Dekrety wydane przez Franciszka                                                         | Dekrety wydane przez Franciszka |
| Lp.                             | Rok                             | Tytuł                                                                                   | Data wydania                    |
| ------------------------------- | ------------------------------- | --------------------------------------------------------------------------------------- | ------------------------------- |
| 1                               | 2013                            | Quibus Beatis Antonio Primaldo et Sociis Sanctorum honores decernuntur                  | 12 maja 2013                    |
| 2                               | 2013                            | Quibus Laurae a Sancta Catharina Senensi Montoya y Upegui Sanctorum honores decernuntur | 22 maja 2013                    |
| 3                               | 2013                            | De peracta Cannonizatione Aequipollenti Beati Piere Favre                               | 27 grudnia 2013                 |
| 4                               | 2014                            | De peracta Cannonizatione Aequipollenti Beatae Marie ab Incarnatione                    | 3 kwietnia 2014                 |
| 5                               | 2014                            | Quibus Beato Ioanni XXIII Sanctroum Honores Decernuntur                                 | 27 kwietnia 2014                |
| 6                               | 2014                            | Quibus Beato Nicolao a Longobardis Sanctorum Honores Decernuntur                        | 30 listopada 2014               |
| 7                               | 2014                            | Quibus Beatae Euphrasiae a Sacro Corde Sanctorum Honores Decernuntur                    | 30 listopada 2014               |
| 8                               | 2015                            | Quibus Ioannae Aemiliae de Villeneuve Sanctorum Honores Decernuntur                     | 27 maja 2015                    |

### Reskrypty
| Reskrypty wydane przez Franciszka | Reskrypty wydane przez Franciszka | Reskrypty wydane przez Franciszka | Reskrypty wydane przez Franciszka |
| Lp.                               | Rok                               | Tytuł | Data wydania                      |
| --------------------------------- | --------------------------------- | --- | --------------------------------- |
| 1.                                | 2015                              | Sul compimento e l’osservanza della nuova legge del processo matrimoniale | 7 grudnia 2015                    |
| 2.                                | 2018                              | ex Audienta SS. mi | 2 sierpnia 2018                   |
| 3.                                | 2022                              | Rescritto del Santo Padre Francesco circa l’Istruzione sull’Amministrazione e gestione delle attività finanziarie e della liquidità della Santa Sede e delle Istituzioni collegate con la Santa Sede | 23 sierpnia 2022                  |
| 4.                                | 2022                              | Rescriptum ex Audienta Sanctissimi – Soppressione della Fondazione Populorum Progressio | 16 września 2022                  |
| 5.                                | 2022                              | Rescriptum ex Audienta SS. | 30 września 2022                  |

### Statuty
| Statuty wydane przez Franciszka | Statuty wydane przez Franciszka | Statuty wydane przez Franciszka                                         | Statuty wydane przez Franciszka |
| Lp.                             | Rok                             | Tytuł                                                                   | Data wydania                    |
| ------------------------------- | ------------------------------- | ----------------------------------------------------------------------- | ------------------------------- |
| 1.                              | 2016                            | Statuto del Dicastero Per i Laici, La Famiglia E La Vita                | 4 czerwca 2016                  |
| 2.                              | 2016                            | Statuto del Dicastero per il Servizio dello Sviluppo Umano Integrale    | 17 sierpnia 2016                |
| 3.                              | 2016                            | Statuto della Segreteria per la Comunicazione                           | 6 września 2016                 |
| 4.                              | 2016                            | Statuto della Pontificia Accademia per la Vita                          | 18 października 2016            |
| 5.                              | 2019                            | Nuovo Statuto dell' Ufficio del Revisore Generale                       | 21 stycznia 2019                |
| 6.                              | 2019                            | Legge Fondamentale dello Stato della Citta del Vaticano                 | 13 maja 2019                    |
| 7.                              | 2024                            | Statuto della Fondazione Vaticana „Rete Mondiale di Preghiera del Papa” | 1 lipca 2024                    |

### Ustawy
| Ustawy wydane przez Franciszka | Ustawy wydane przez Franciszka | Ustawy wydane przez Franciszka                                                   | Ustawy wydane przez Franciszka |
| Lp.                            | Rok                            | Tytuł                                                                            | Data wydania                   |
| ------------------------------ | ------------------------------ | -------------------------------------------------------------------------------- | ------------------------------ |
| 1.                             | 2020                           | Legge N. CCCLI sull’ordinamento giudiziario dello Stato della Città del Vaticano | 13 marca 2020                  |

### Cyrografy
| Cyrografy wydane przez Franciszka | Cyrografy wydane przez Franciszka | Cyrografy wydane przez Franciszka | Cyrografy wydane przez Franciszka |
| Lp.                               | Rok                               | Tytuł | Data wydania                      |
| --------------------------------- | --------------------------------- | --- | --------------------------------- |
| 1.                                | 2013                              | Chirografo del Santo Padre Francesco per l'istituzione di una Pontificia Commisione Referente sull'Istituto per le Opere di Religione | 24 czerwca 2013                   |
| 2.                                | 2013                              | Chirografo del Santo Padre Francesco per l'istituzione di una Pontificia Commissione referente di studio e di indirizzo sull'organizzazione della struttura economico-amministrativa della Santa Sede, powołujący Papieską Komisję Referencyjną ds. Instytutu Dzieł Konkretnych | 18 lipca 2013                     |
| 3.                                | 2013                              | Chirografo con il quale viene istituito un Consiglio di Cardinali per aiutare il Santo Padre nel governo della Chiesa universale e per studiare un progetto di revisione della Costituzione Apostolica Pastor Bonus sulla Curia Romana, powołujący Radę Kardynałów do pomocy Papieżowi w Kościele | 28 września 2013                  |
| 4.                                | 2015                              | Chirografo del Santo Padre Francesco per l’erezione della Fondazione „Gravissimum Educations”, powołujący Fundację Gravissimum Educations | 28 października 2015              |
| 5.                                | 2016                              | Chirografo del Santo Padre Francesco a S.E.Mons Vincenzo Paglia per la Nomina a Gran Cancelliere del Pontificio Istituto „Giovanni Paolo II” per studi su Matrimonio e Famiglia, e Presidente della Pontificia Accademia per la Vita | 15 sierpnia 2016                  |
| 6.                                | 2019                              | como Asociasón privada de fieles con Carácter Internacional y Crea Bajo Su Dependencia el „Instituto de Inevstigaciones Jurídicas Fray Bartolomé de las Casas, powołujący Panamerykański Komitet Sędziów ds. Praw Społecznych i Pokoju Doktryny Franciszkańskiej | 4 czerwca 2019                    |
| 7.                                | 2019                              | Chirografo del Santo Padre per il nuovo Statuto dell' Istituto per le Opere di Religione | 8 sierpnia 2019                   |
| 8.                                | 2021                              | Chirografo del Santo Padre Francesco circa la dispozisione che il Venerable Servo di Dio José Gregiorio Hernández Cisneros sia Compatrono del Ciclo di Studi in Scienze della Pace della Pontificia Universitá Lateranense | 26 kwietnia 2021                  |
| 9.                                | 2021                              | Chirografo del Santo Padre Francesco per l'Istituzione della Fondazione per Sanita Cattolica | 29 września 2021                  |
| 10.                               | 2021                              | Chirografo del Santo Padre Francesco sull’Istituzione della „Fondazione Fratelli Tutti” | 8 grudnia 2021                    |
| 11.                               | 2022                              | Chirografo del Santo Padre relativo all’istituzione della Commissione Interdicasterialeper la revisione del Regolamento Generale della Curia Romana powołujący Komisję Międzydyskasterialną w sprawie rewizji Regulaminu Ogólnego Kurii Rzymskiej | 12 kwietnia 2022                  |
| 12.                               | 2022                              | Chirografo del Santo Padre relativo alla creazione dell’Istituzione collegata con la Sede Apostolica Domus Vaticanae | 5 maja 2022                       |
| 13.                               | 2023                              | Chirografo del Santo Padre Francesco per il nuovo statuto dell'Istituto per le Opere di Religione | 30 stycznia 2023                  |
| 14.                               | 2024                              | Quirógrafo del Santo Padre por el cual erige el „Comité Panamericano de Juezas y Jueces por los Derechos Sociales y la Doctrina Franciscana (Copaju) como Asociación privada de fieles con carácter internacional y crea bajo su dependencia el „Instituto de Investigaciones Jurídicas fray Bartolomé de las Casas powołujący Panamerykański Komitet Sędziów ds. Praw Społecznych i Doktryny Franciszkańskiej | 15 sierpnia 2023                  |
| 15.                               | 2024                              | Chirografo del Santo Padre Francesco circa lo statuto e il regolamento del Capitolo della Basilica Papale di San Pietro in Vaticano | 29 czerwca 2024                   |
| 16.                               | 2024                              | Chirografo del Santo Padre Francesco circa la delocalizzazione di parte dell' Archivio e Biblioteca Vaticani presso Il Pontificio Seminario maggiore o rozbudowie Archiwum Apostolskiego i Biblioteki Apostolskiej | 29 października 2024              |
| 17.                               | 2024                              | Chirografo delo Santo Padre circa l'istituzione del Pontificio Comitato per la Giornata Mondiale dei Bambini, powołujący Papieski Komitet ds. Światowego Dnia Dziecka | 20 listopada 2024                 |
| 18.                               | 2025                              | Chirografo del Santo Padre Francesco con il la quale viene istituta la Commisio de donatonibus pro Sancta Sede, powołujący komisję ds. darowizn na rzecz Stolicy Apostolskiej | 26 lutego 2025                    |
| 19.                               | 2025                              | Chirografo del Santo Padre con il quale viene riformata la Pontificia Accademia Ecclesiatica, reformujący Papieską Akademię Kościelną | 25 marca 2025                     |

### Listy
| Listy wydane przez Franciszka | Listy wydane przez Franciszka | Listy wydane przez Franciszka | Listy wydane przez Franciszka |
| Lp.                           | Rok                           | Tytuł                         | Data wydania                  |
| ----------------------------- | ----------------------------- | ----------------------------- | ----------------------------- |
| 1.                            | 2016                          | Iuvenescit Ecclesia           | 15 maja 2016                  |
| 2.                            | 2018                          | Placuit Deo                   | 22 lutego 2018                |
| 3.                            | 2020                          | Economy of Francesco          | 1 maja 2019                   |

### Raporty
| Raporty wydane przez Franciszka | Raporty wydane przez Franciszka | Raporty wydane przez Franciszka                                                 | Raporty wydane przez Franciszka |
| Lp.                             | Rok                             | Tytuł                                                                           | Data wydania                    |
| ------------------------------- | ------------------------------- | ------------------------------------------------------------------------------- | ------------------------------- |
| 1.                              | 2025                            | (Raport w języku angielskim, niemieckim, hiszpańskim i włoskim) Antiqua et nova | 14 stycznia 2025                |

## Wyróżnienia

### Odznaczenia

#### Odznaczenia watykańskie
- Order Najwyższy Chrystusa (ex officio)
- Order Złotej Ostrogi (ex officio)
- Order Piusa IX (ex officio)
- Order Świętego Grzegorza Wielkiego (ex officio)
- Order Świętego Sylwestra (ex officio)

#### Odznaczenia innych państw
- Wielki Łańcuch Narodowego Orderu Kondora Andów (Boliwia, 2015)[382]
- Order Zasługi „Obozy Ojca Luisa Espinala” (Boliwia, 2015)
- Order Uśmiechu (Polska, 2016)[383]
- Prezydencki Medal Wolności z Wyróżnieniem (Stany Zjednoczone, 2025)[384]

### Nagrody
- Order Olimpijski (2013)[385]

- 2016: Nagroda Karola Wielkiego[386]

## Obecność w kulturze masowej

### Filmy
- Franciszek, jezuita – serial biograficzny z 2015 roku[387]
- Franciszek – film biograficzny z 2015 roku[388]
- Tam, gdzie mieszka Bóg – film fabularny z 2017 roku, w którym po raz pierwszy w historii wystąpiła głowa Kościoła katolickiego. Film opowiada o grupie nastolatków. Na jego zakończenie papież Franciszek kieruje przesłanie do młodzieży. Imię papieża wymienione jest w obsadzie filmu[389][390].
- Dwóch papieży (2019)